# Cidade global
Cidade global (também chamada de cidade mundial, cidade alfa ou centro mundial) é uma cidade considerada um  lugar importante no sistema econômico global. O conceito vem dos estudos urbanos e da geografia e se assenta na ideia de que a globalização criou, facilitou e promulgou locais geográficos estratégicos de acordo com uma hierarquia de importância para o funcionamento do sistema global de finanças e comércio.
A mais complexa dessas entidades é a "cidade global", através da qual as relações vinculativas de uma cidade têm efeito direto e tangível sobre assuntos globais através de meios sócio-económicos. A expressão "cidade global", em oposição à megacidade, foi introduzida por Saskia Sassen, em referência a Nova Iorque, Londres e Tóquio, em sua obra de 1991 "A Cidade Global". O termo "cidade mundial" já tinha sido usado por Patrick Geddes, em 1915, para descrever as cidades que controlam uma quantidade desproporcional de negócios globais. Depois dele Peter Hall, em sua obra The World Cities (1966) usou uma série de critérios para definir as cidades que ocupam o topo da hierarquia urbana mundial. Vinte anos depois, John Friedmann lançou The World City Hypothesis e indicou as cidades que comandavam a economia global. Com uma metodologia multidisciplinar e inovadora, Ronald Daus investigaria depois o papel de um “fundamento europeu”, existente desde a “invenção” do colonialismo, nas cidades globais extra-europeias que se desenvolveram durante o século XX e que é responsável pelo caos urbanístico que assola localidades situadas  tanto fora da Europa como nela própria, suscitando novas questões em áreas como as da sociologia ou da antropologia cultural (ver biografia e referências).

## Características
A classificação de cidade global é vista como benéfica e, por isso, muitos grupos têm tentado classificar quais as cidades que podem ser vistas como "cidades mundiais". Embora haja um consenso sobre quais são as cidades líderes do mundo, definir quais são os critérios para que essa classificação seja feita pode afetar outras cidades incluídas. Os critérios para a identificação tendem a basear-se num "valor critério" ("por exemplo, se o setor produtor de serviços é o maior setor econômico, então a cidade X é uma cidade global) ou em uma "determinação iminente" (se o setor produtor de serviços da cidade X é maior do que o setor produtor de serviços das cidades N, então a cidade X é uma cidade global).
Algumas características básicas de cidades globais são:
- Familiaridade internacional: uma pessoa diria Paris, e não Paris, França;
- Influência e ativa participação em eventos internacionais. Por exemplo, a cidade de Nova Iorque sedia a Organização das Nações Unidas, e em Bruxelas se encontram as sedes da Organização do Tratado do Atlântico Norte e da União Europeia;
- Uma grande população, onde a cidade global é centro de uma área metropolitana de pelo menos um milhão de habitantes, muitas vezes, tendo vários milhões de habitantes;[6]
- Um aeroporto internacional de grande porte, que serve como base para várias linhas aéreas internacionais;[7]
- Um sistema avançado e eficiente de transportes. Isto inclui vias expressas, rodovias e transporte público;[8]
- Qualidade de vida;[9]
- Sedes de grandes companhias, como conglomerados e multinacionais;
- Sede de instituições educacionais, como universidade;[10]
- Uma bolsa de valores que possua influência na economia mundial;[11]
- Presença de redes multinacionais e instituições financeiras de grande porte;
- Infraestrutura avançada de comunicações;
- Presença de grandes instituições de artes, como museus;
- Grande influência econômica no mundo.[12]
- Custo de vida;[necessário esclarecer][13]
- Número de bilionários.[necessário esclarecer][14]

## Estudos

### Estudos do GaWC
A primeira tentativa de definir, categorizar e classificar as cidades globais usando de "dados relacionados" foi feita em 1998 por Jon Beaverstock, Richard G. Smith e Peter Taylor, que trabalharam na Universidade de Loughborough, no Reino Unido. Juntos, eles estabeleceram a Globalization and World Cities Research Network e uma lista de cidades globais foi descrita no Boletim de Pesquisa GaWC 5 e cidades classificadas com base em sua conectividade através de quatro "serviços de produção avançada": contabilidade, publicidade,  bancária/financeira e direito. O inventário GaWC identifica três níveis de cidades globais e vários sub-níveis. Esta lista geralmente denota cidades em que há escritórios de algumas empresas multinacionais de prestação de serviços financeiros e consultoria ao invés de denotar outros centros culturais, políticos e econômicos. As classificações de 2004 reconheceram vários novos indicadores, enquanto continuavam a classificar a economia das cidade mais fortemente do que fatores políticos ou culturais. A lista é classificada nas seguintes categorias:
- Cidades alfa++ - Londres e Nova York, que são muito mais integradas à economia global do que todas as outras cidades.
- Cidades alfa+ - complementam Londres e Nova York, preenchendo nichos de serviços avançados para a economia global.
- Cidades alfa - cidades que ligam as principais regiões econômicas à economia mundial.
- Cidades beta - cidades que ligam regiões econômicas secundárias à economia mundial.
- Cidades gama - cidades que ligam regiões econômicas menores à economia mundial.
- Cidades autossuficientes -  cidades que têm um grau suficiente de serviços de modo a não ser, obviamente, dependente de outras cidades globais

#### Cidades Alfa
Alfa++

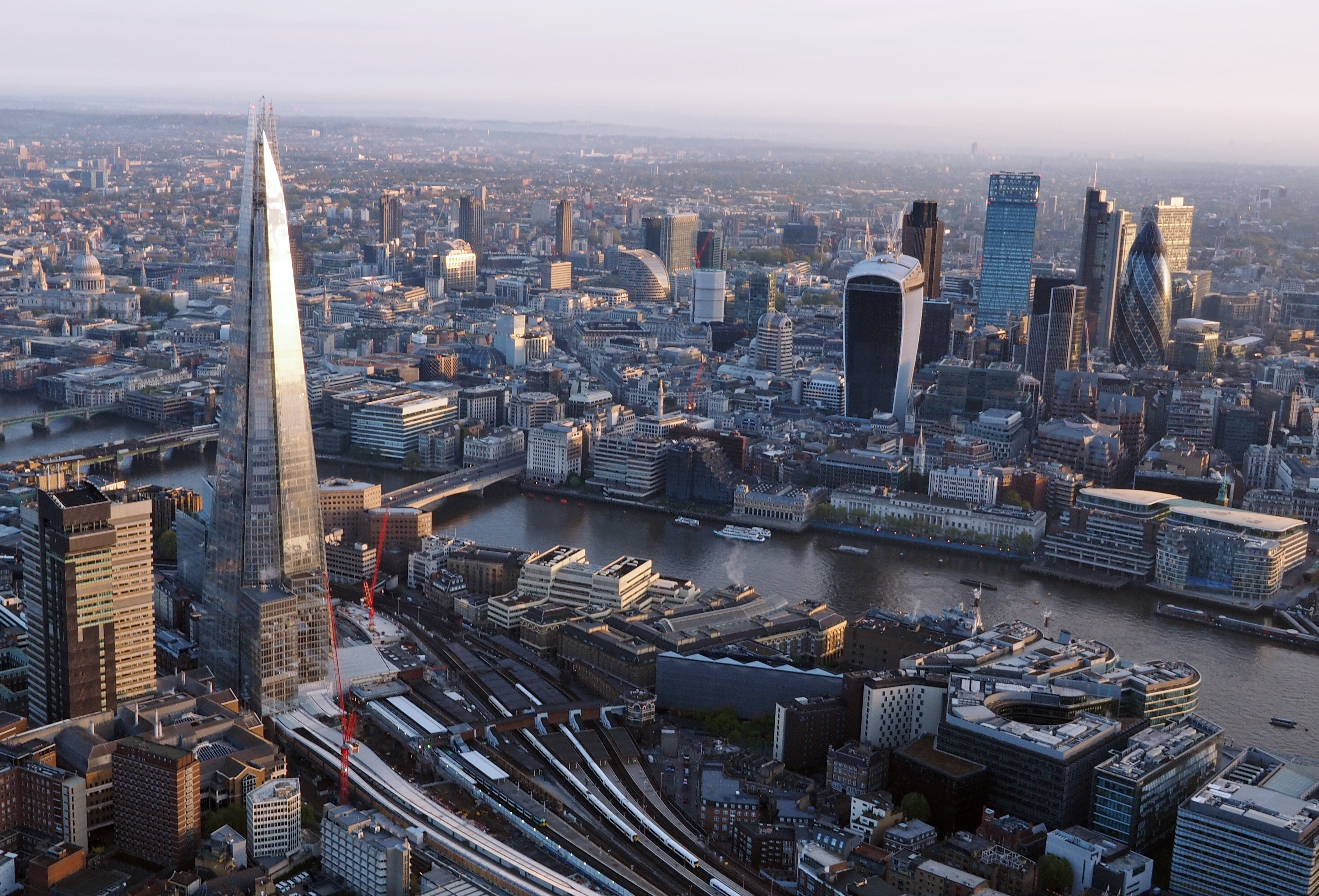
Londres
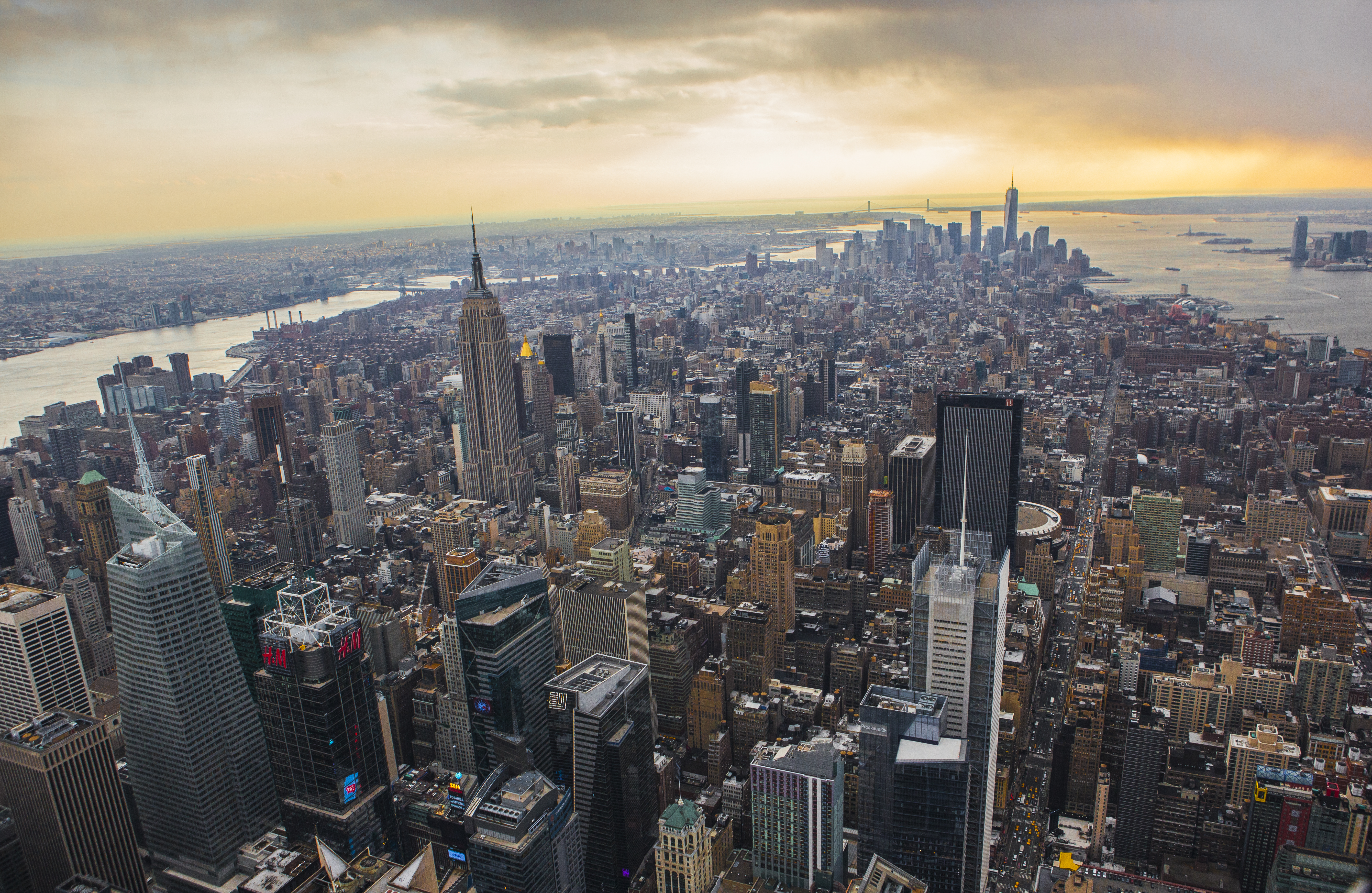
Nova York

Alfa+

Tóquio
Hong Kong
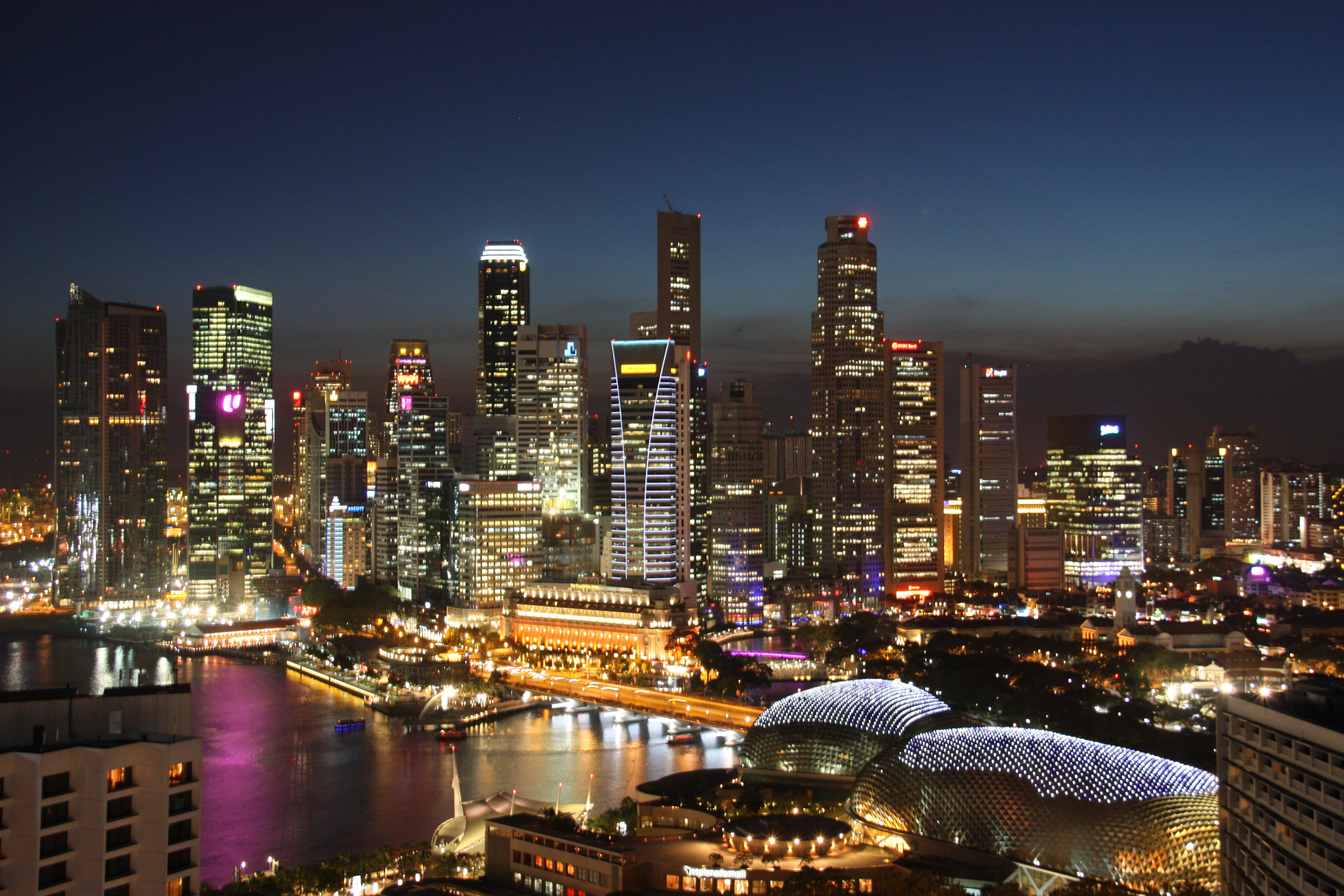
Singapura
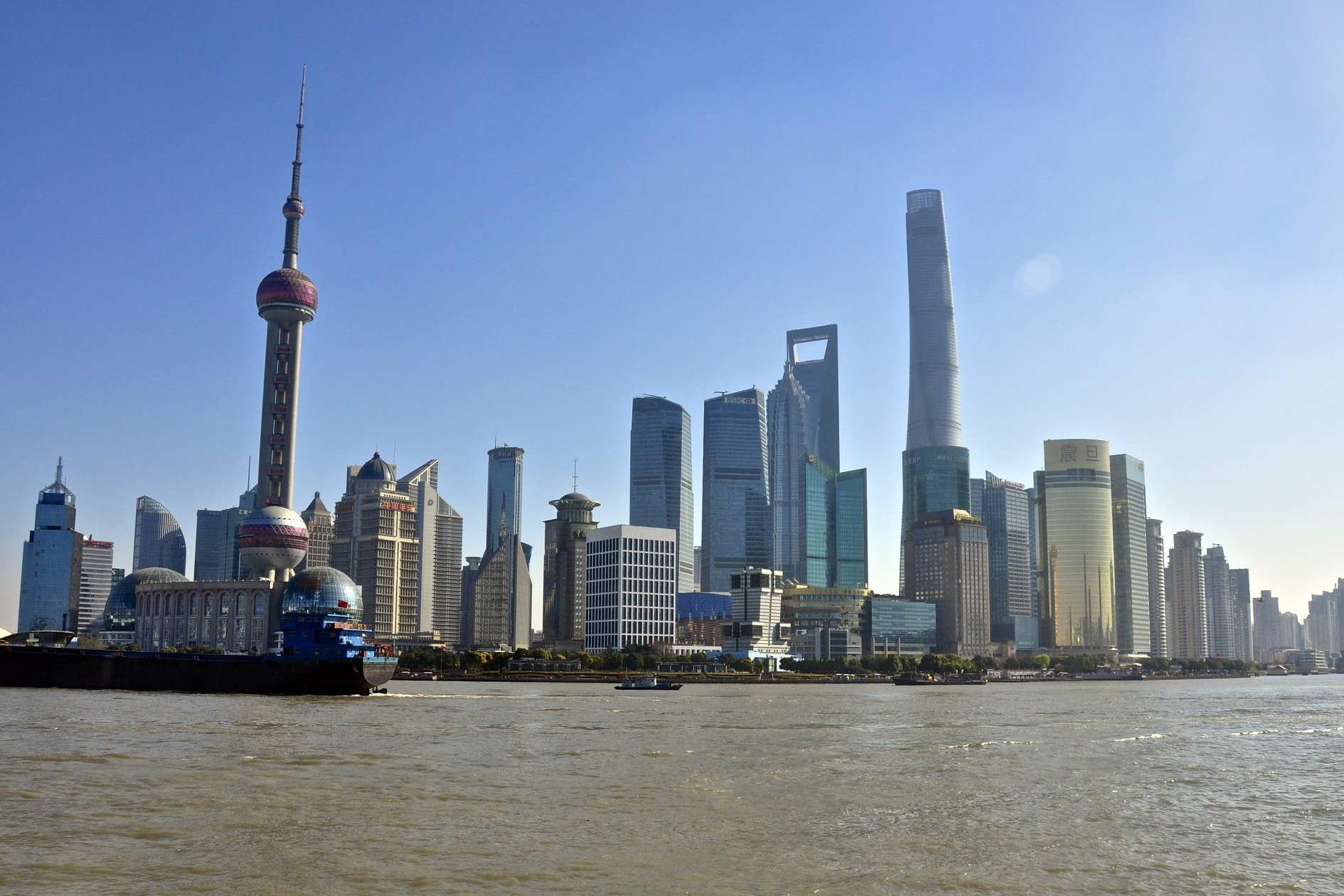
Xangai
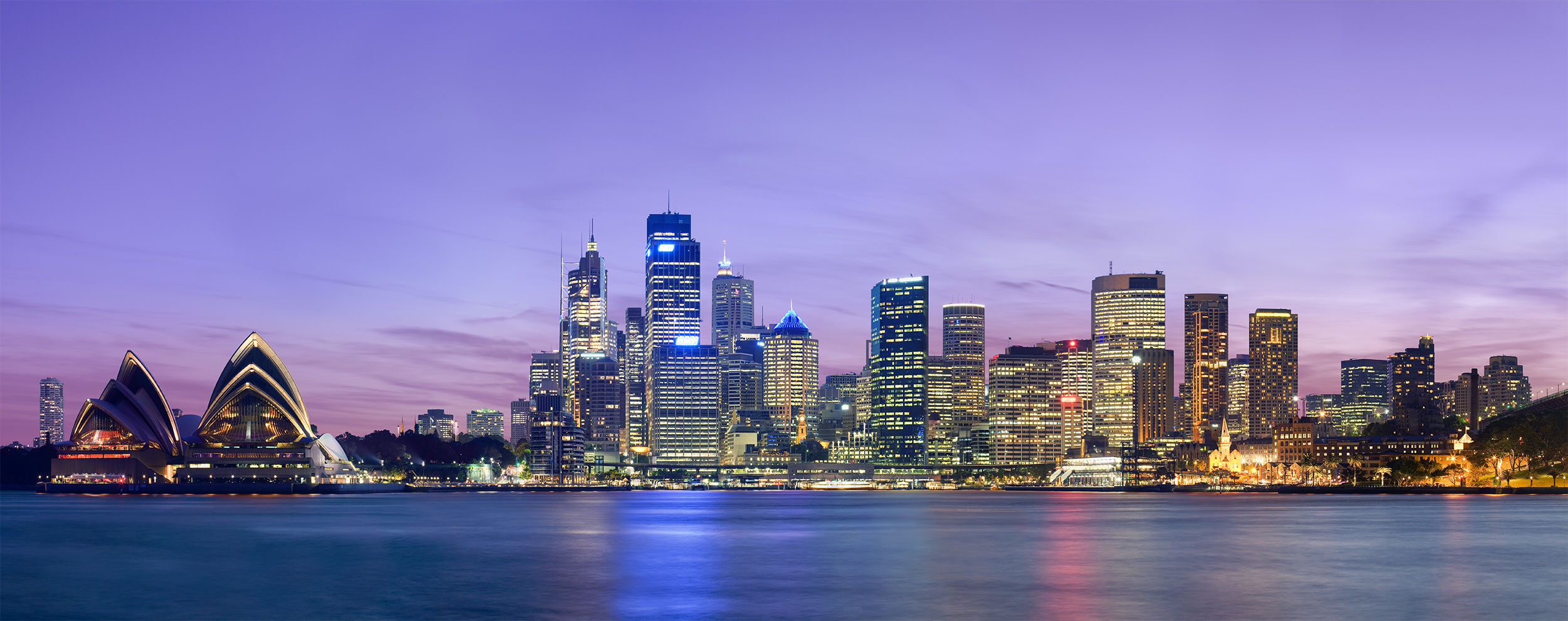
Sydney
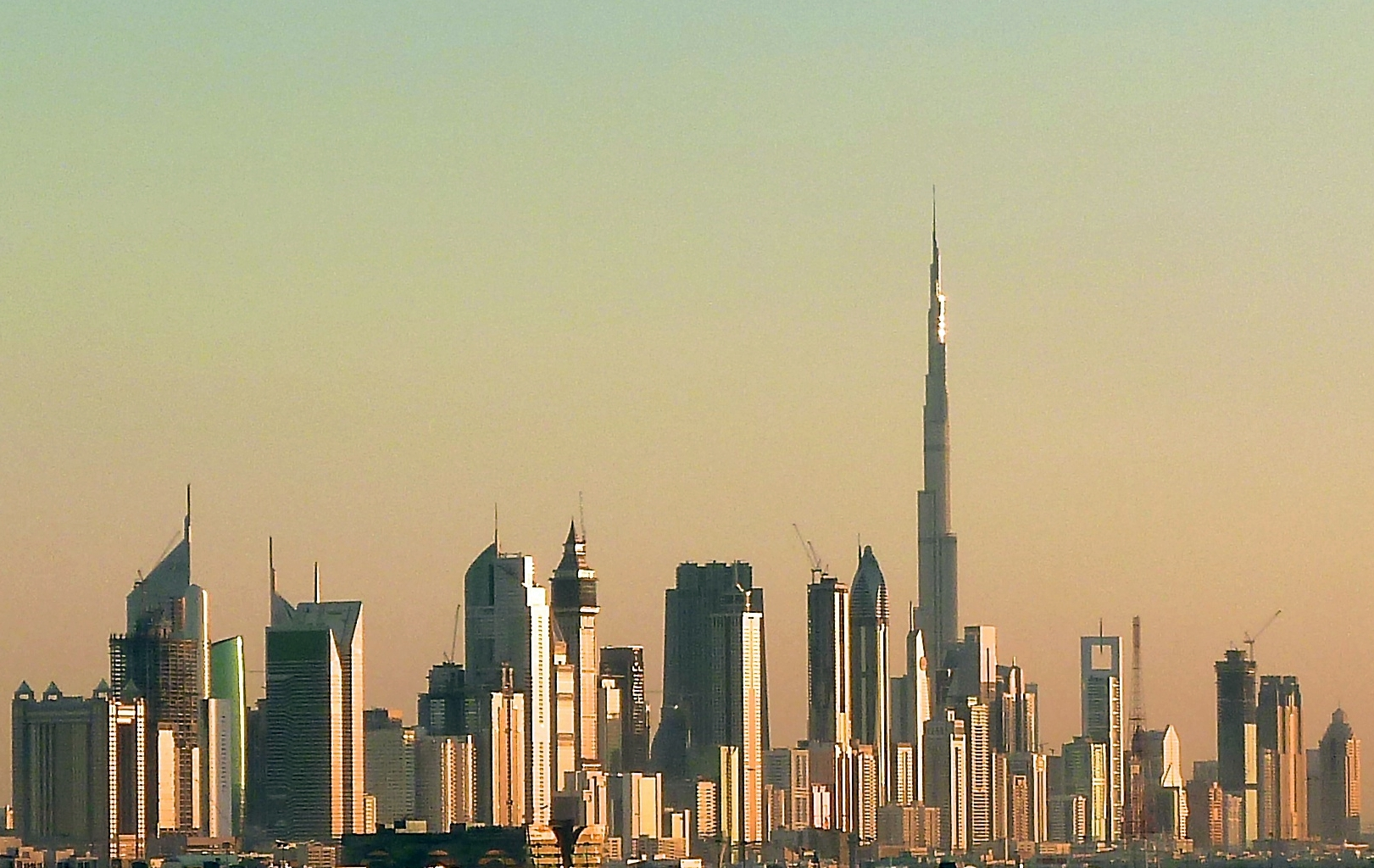
Dubai
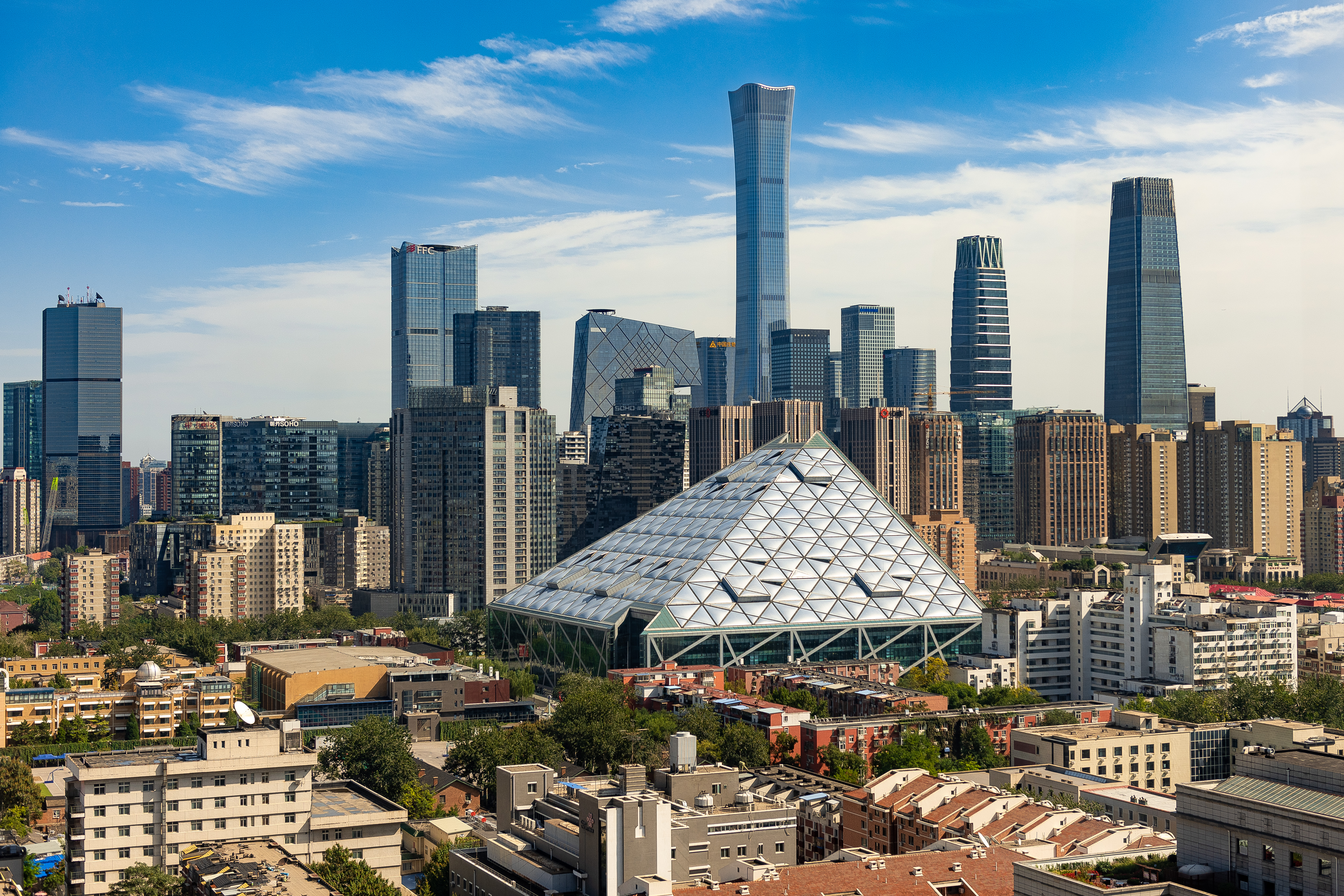
Pequim
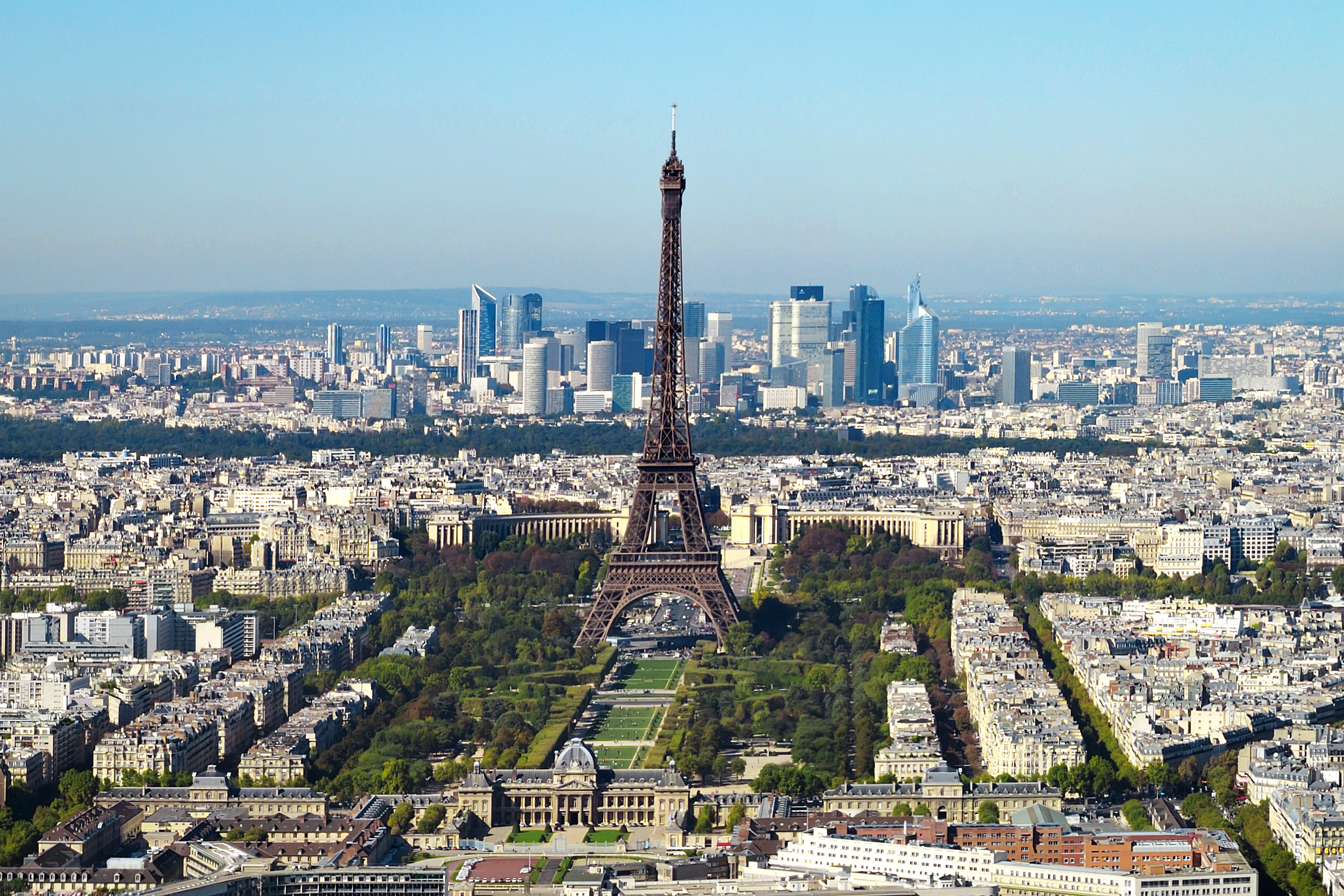
Paris

Alfa

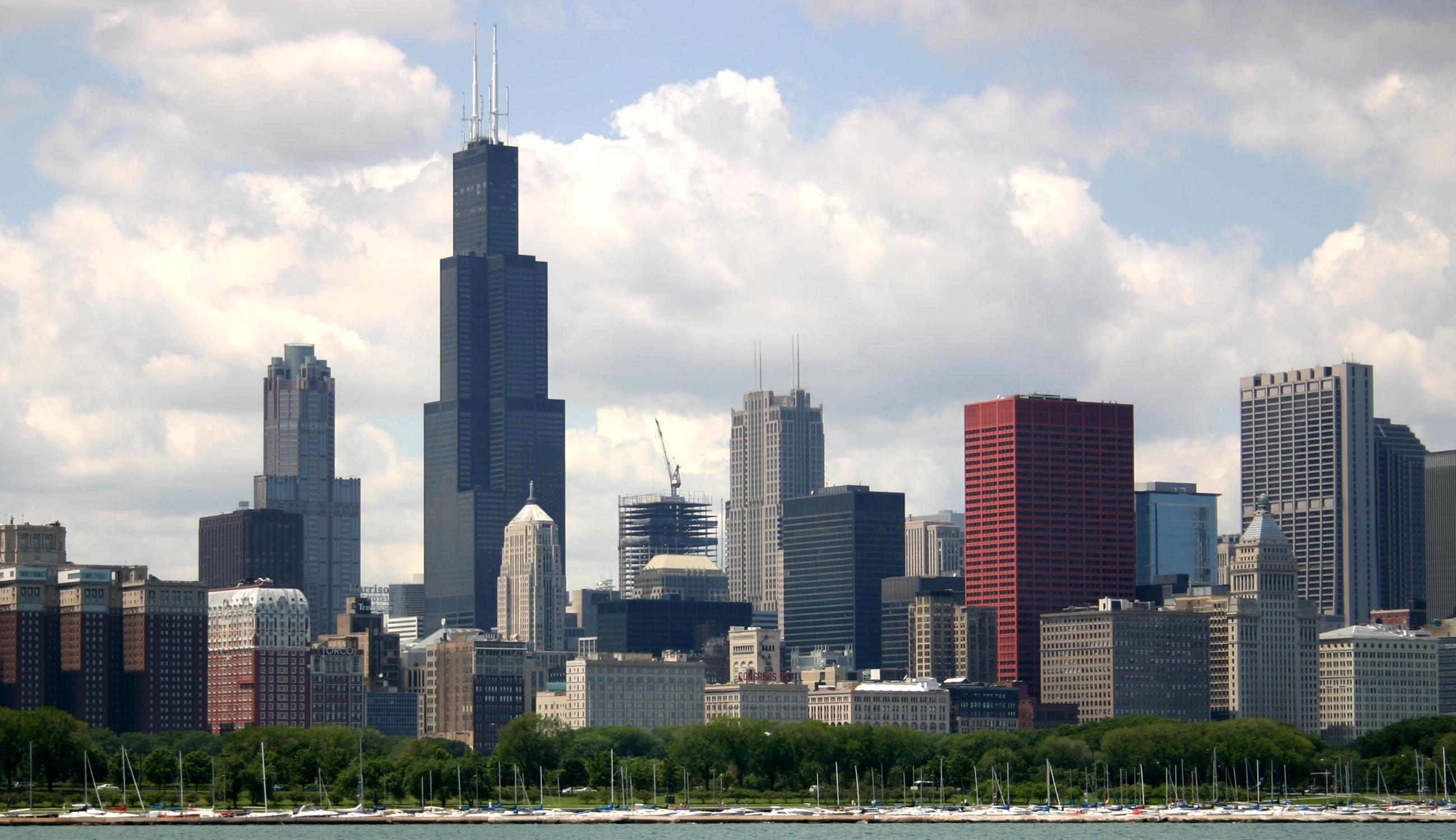
Chicago
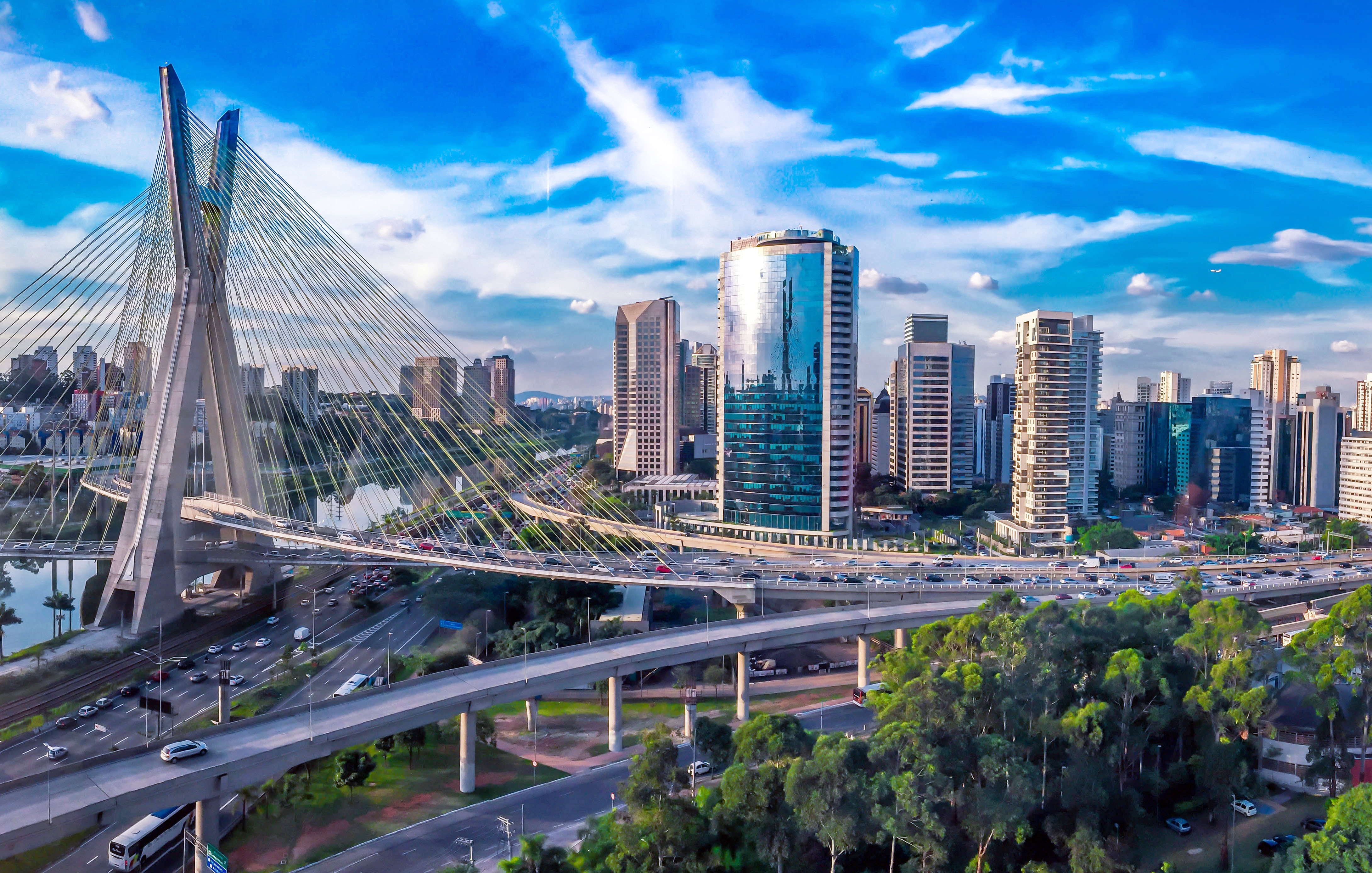
São Paulo
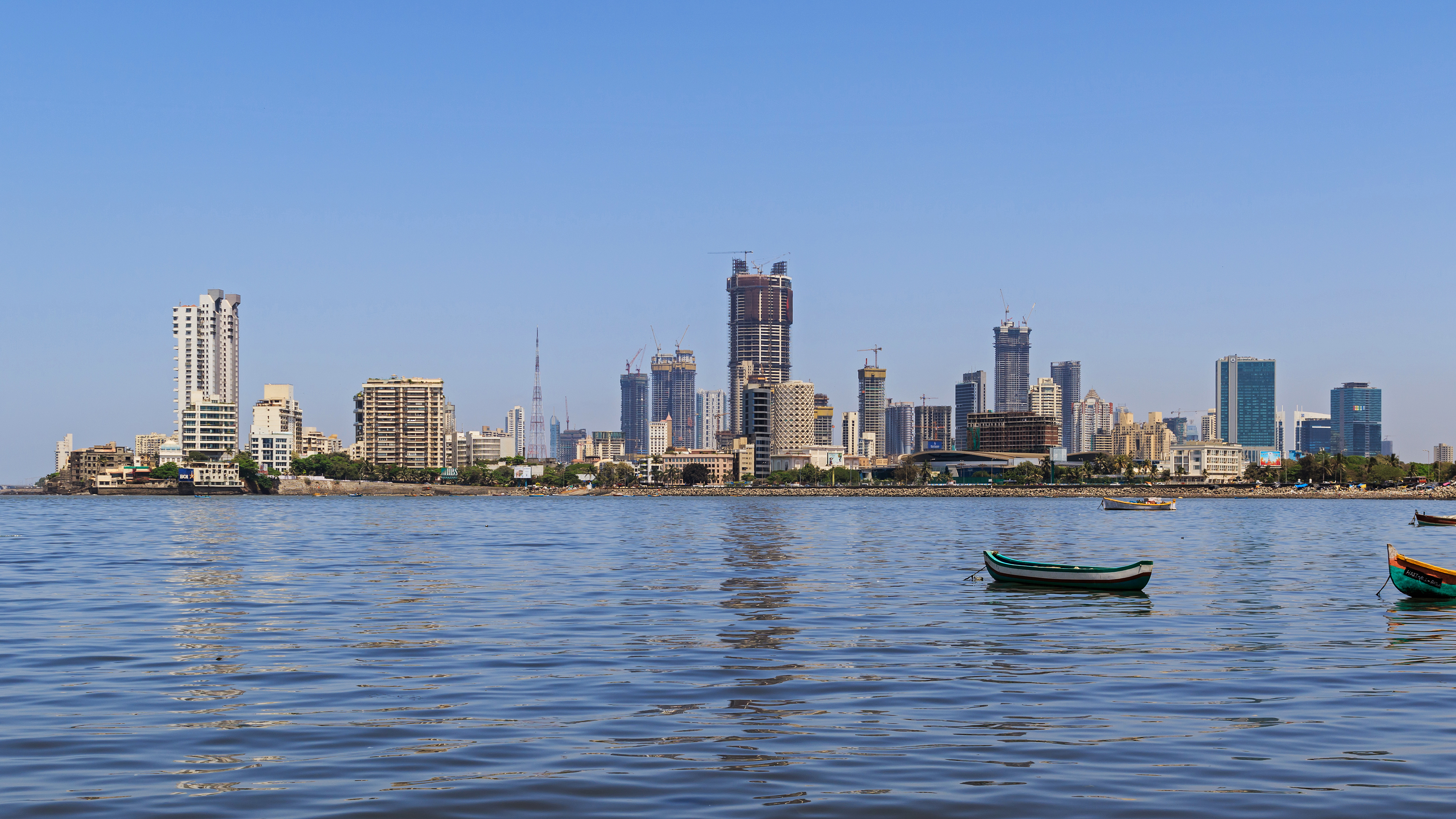
Mumbai
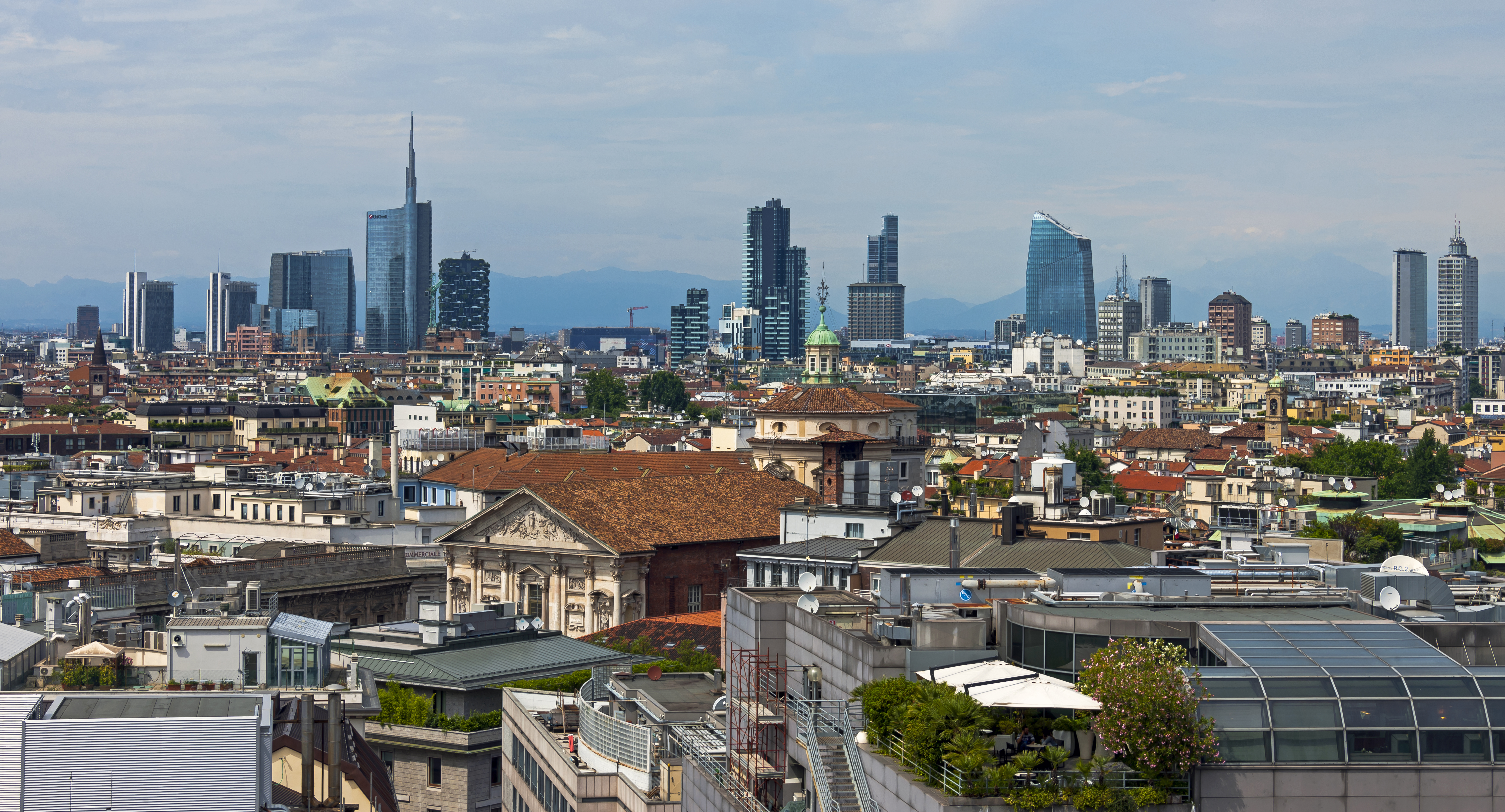
Milão
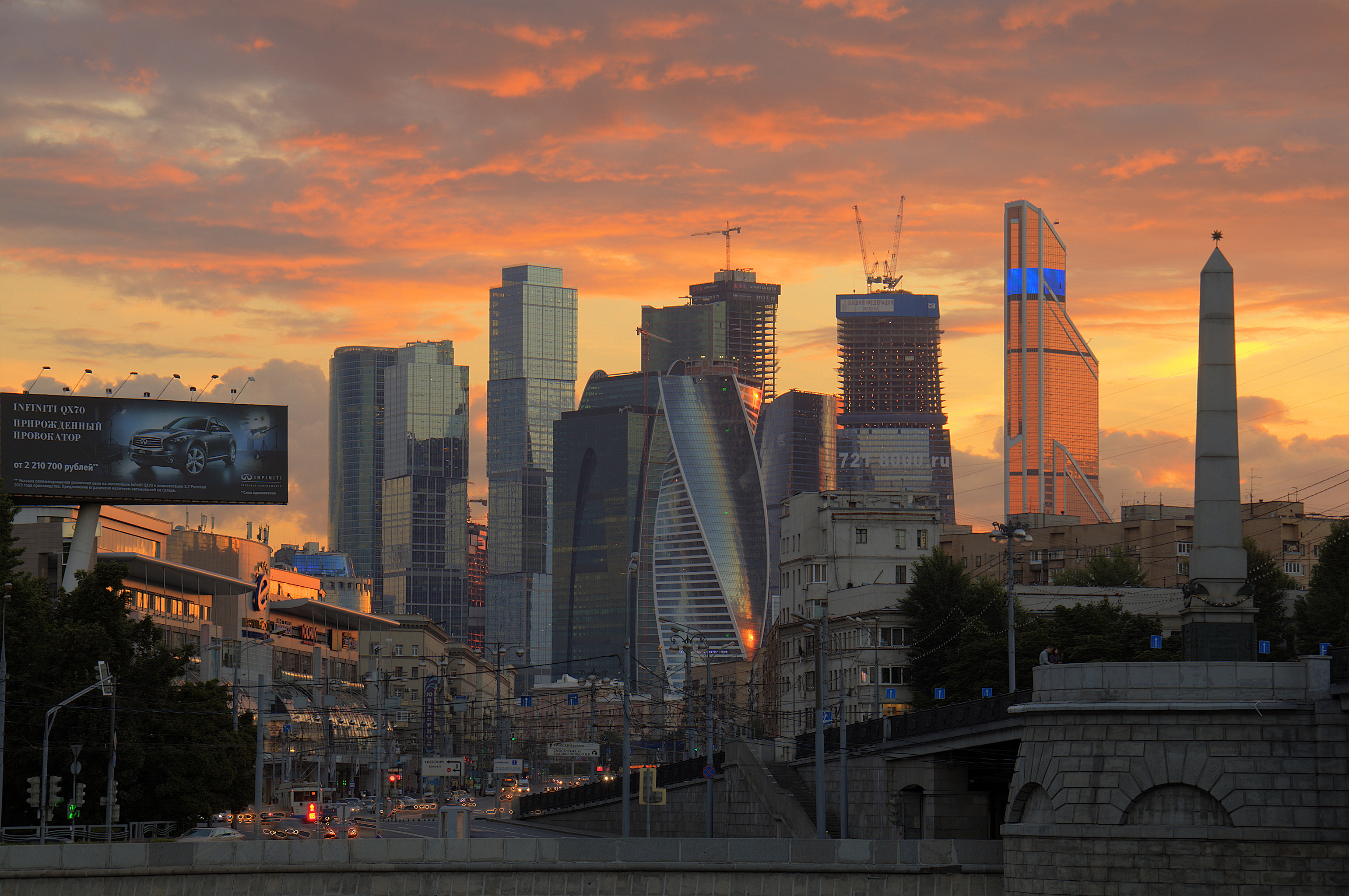
Moscou
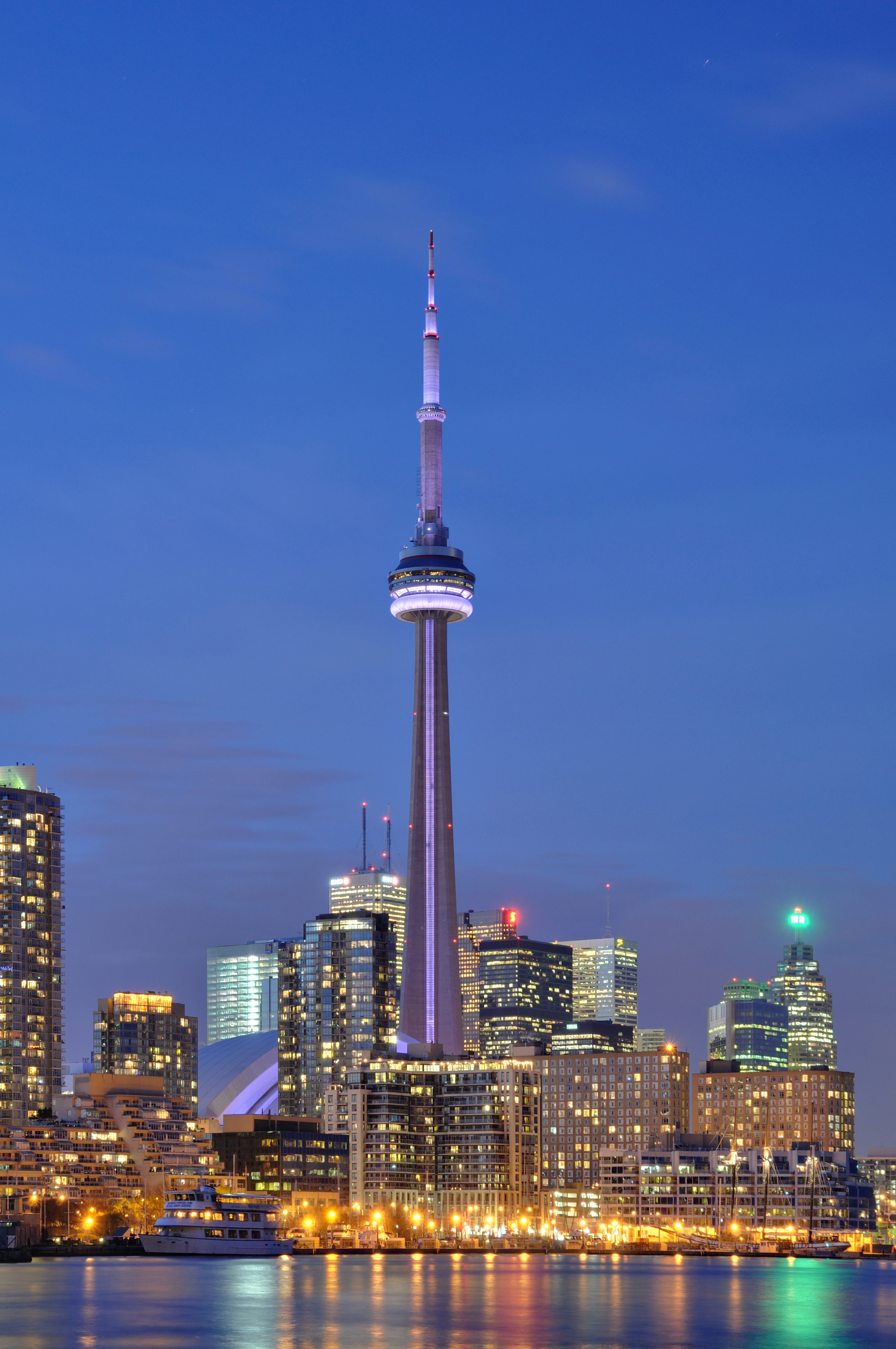
Toronto
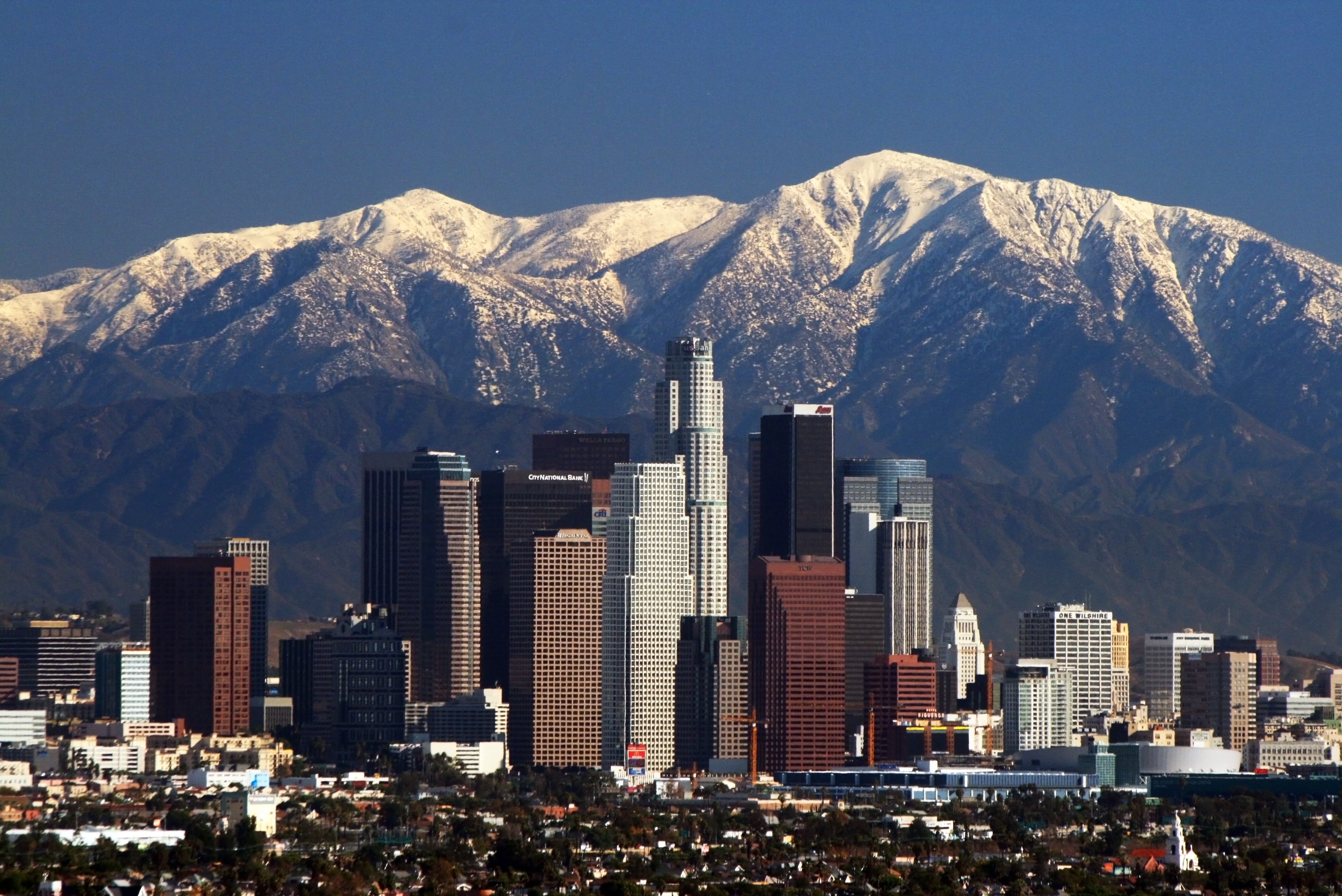
Los Angeles
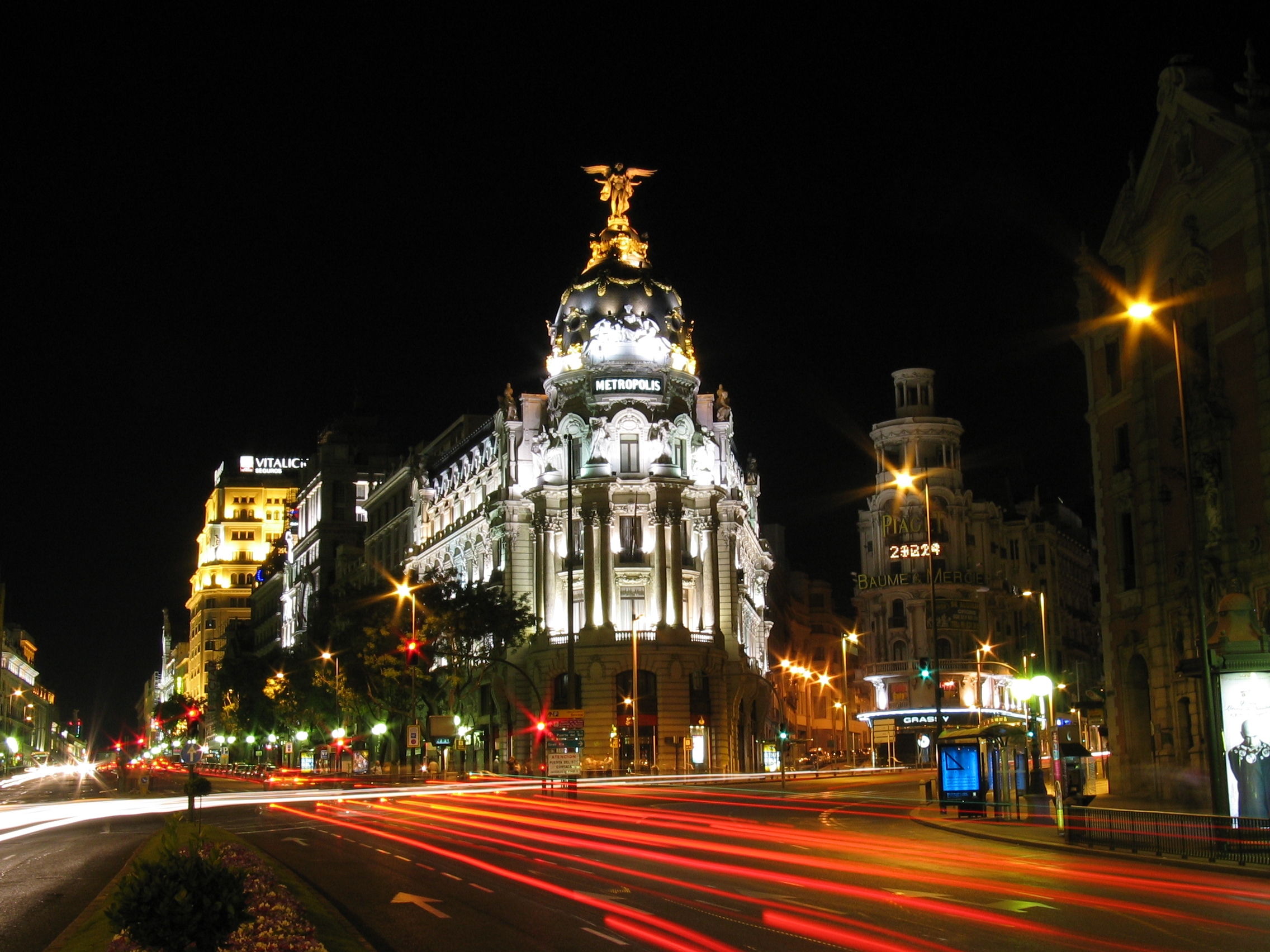
Madrid
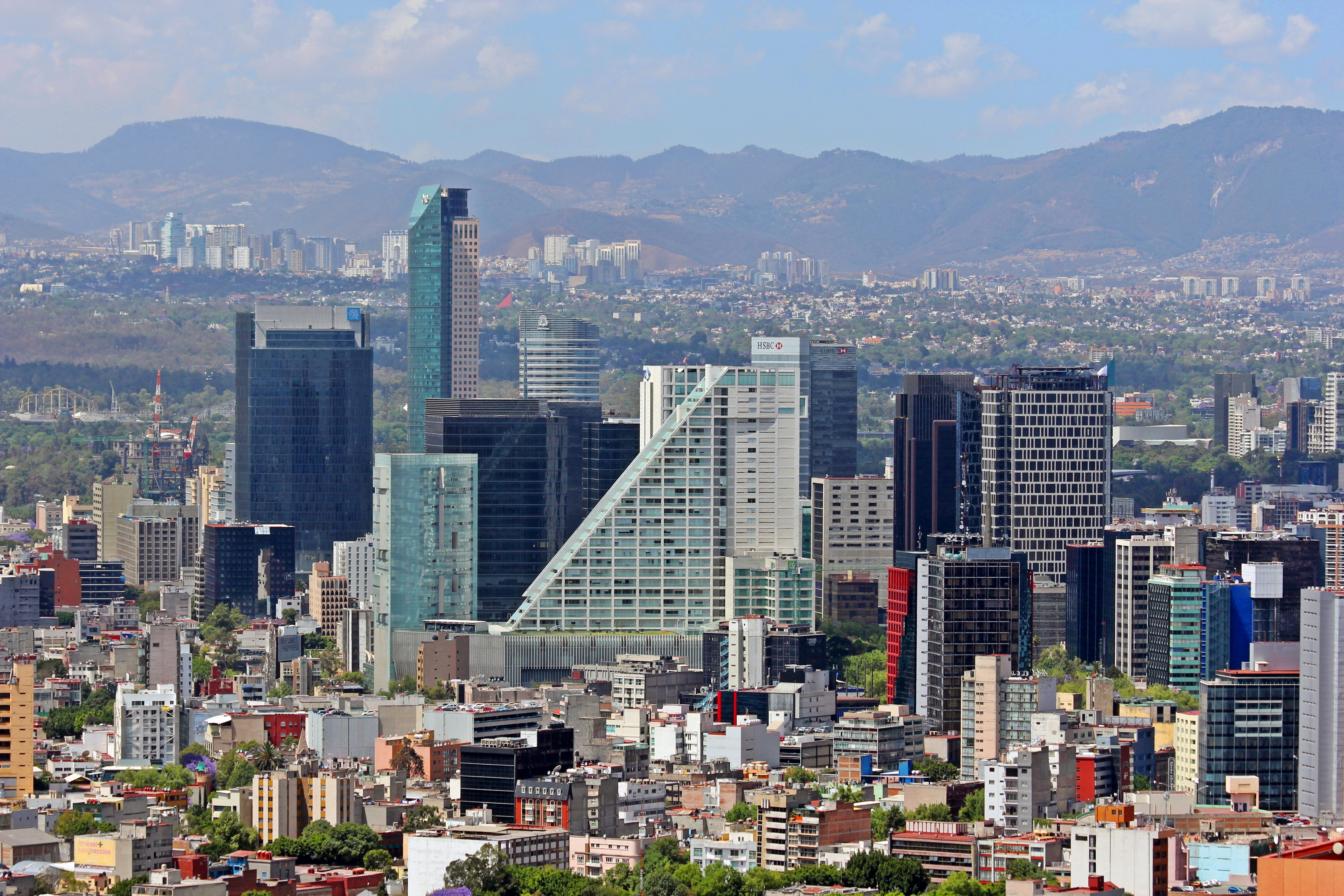
Cidade do México
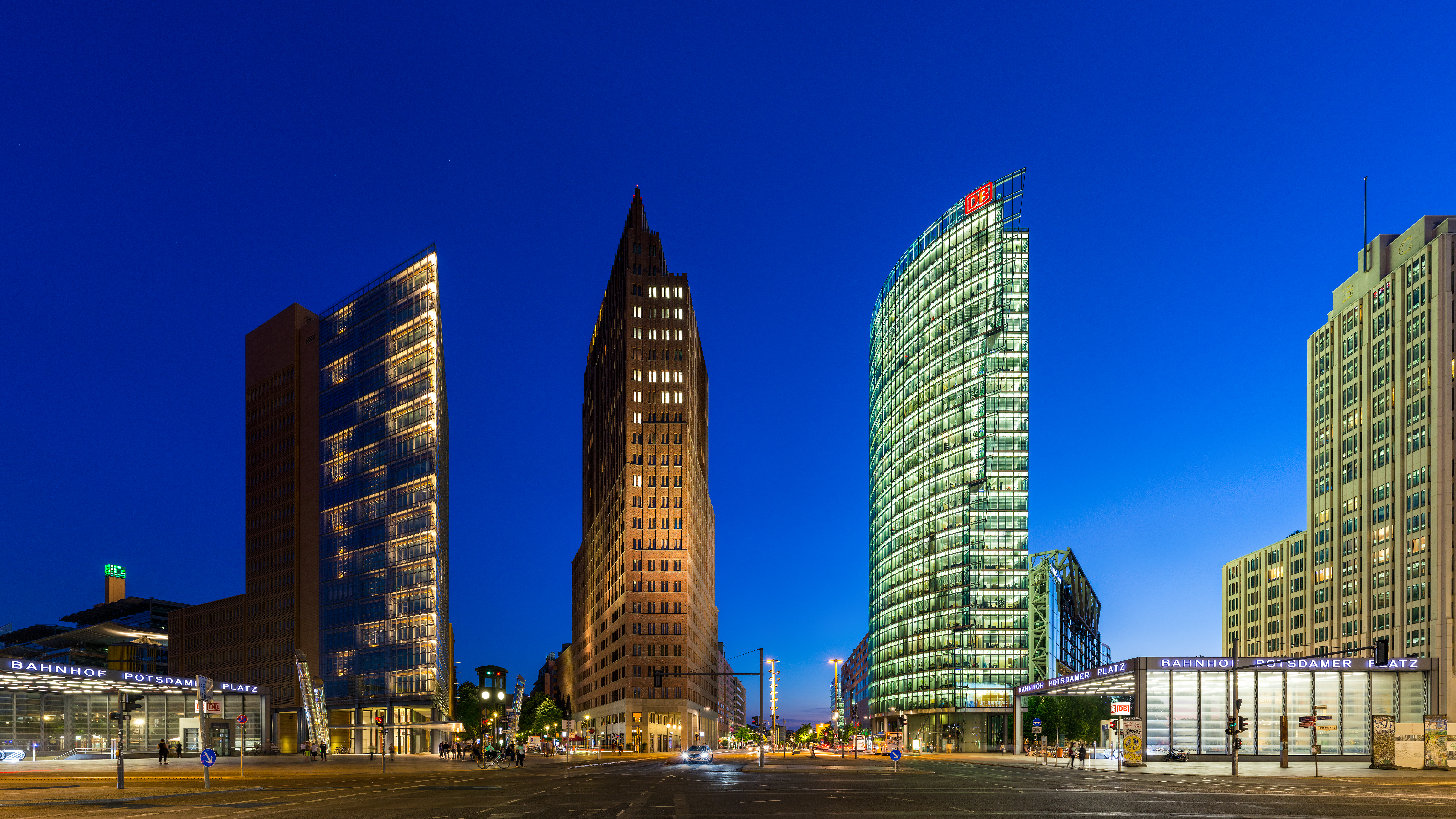
Berlim
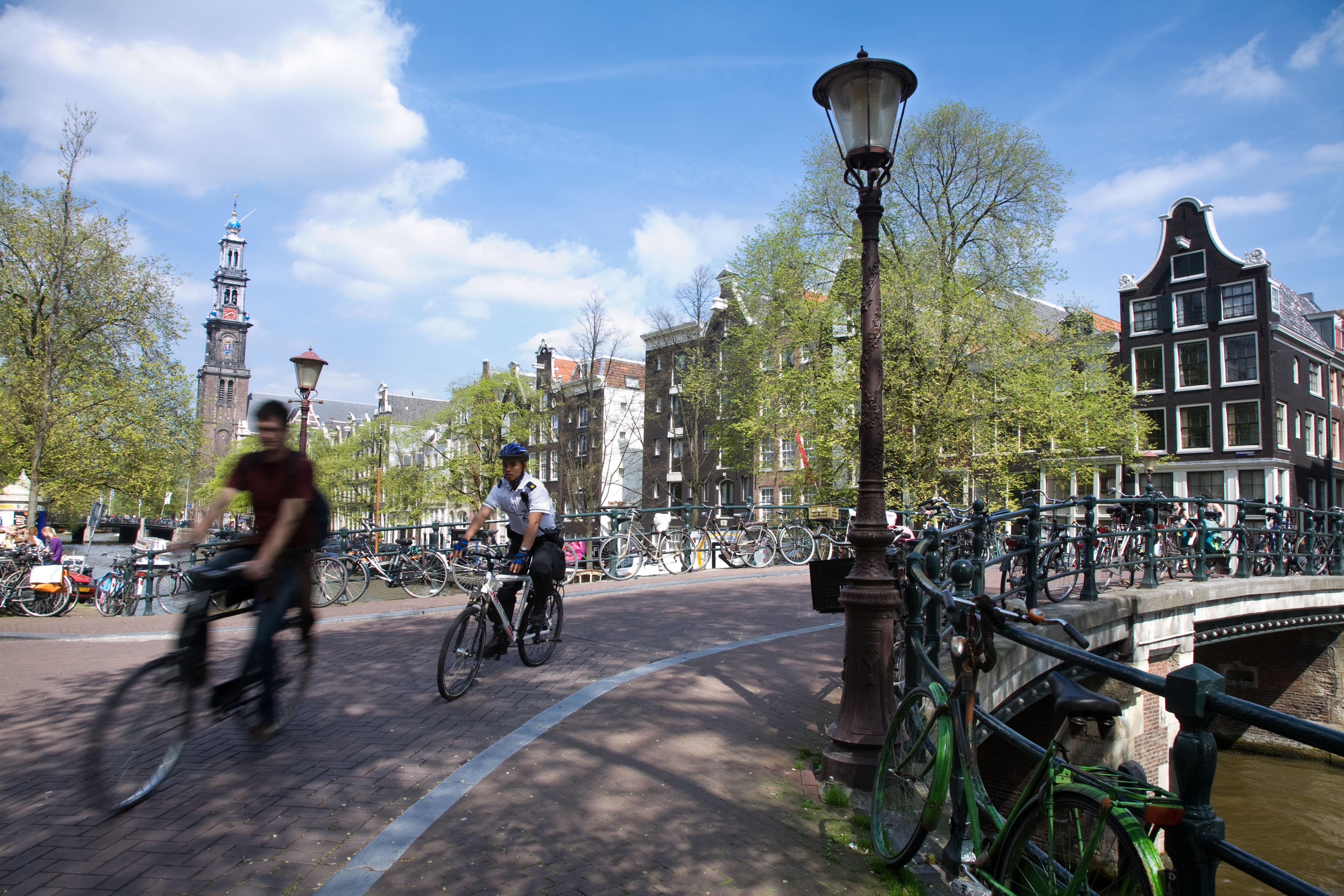
Amsterdã
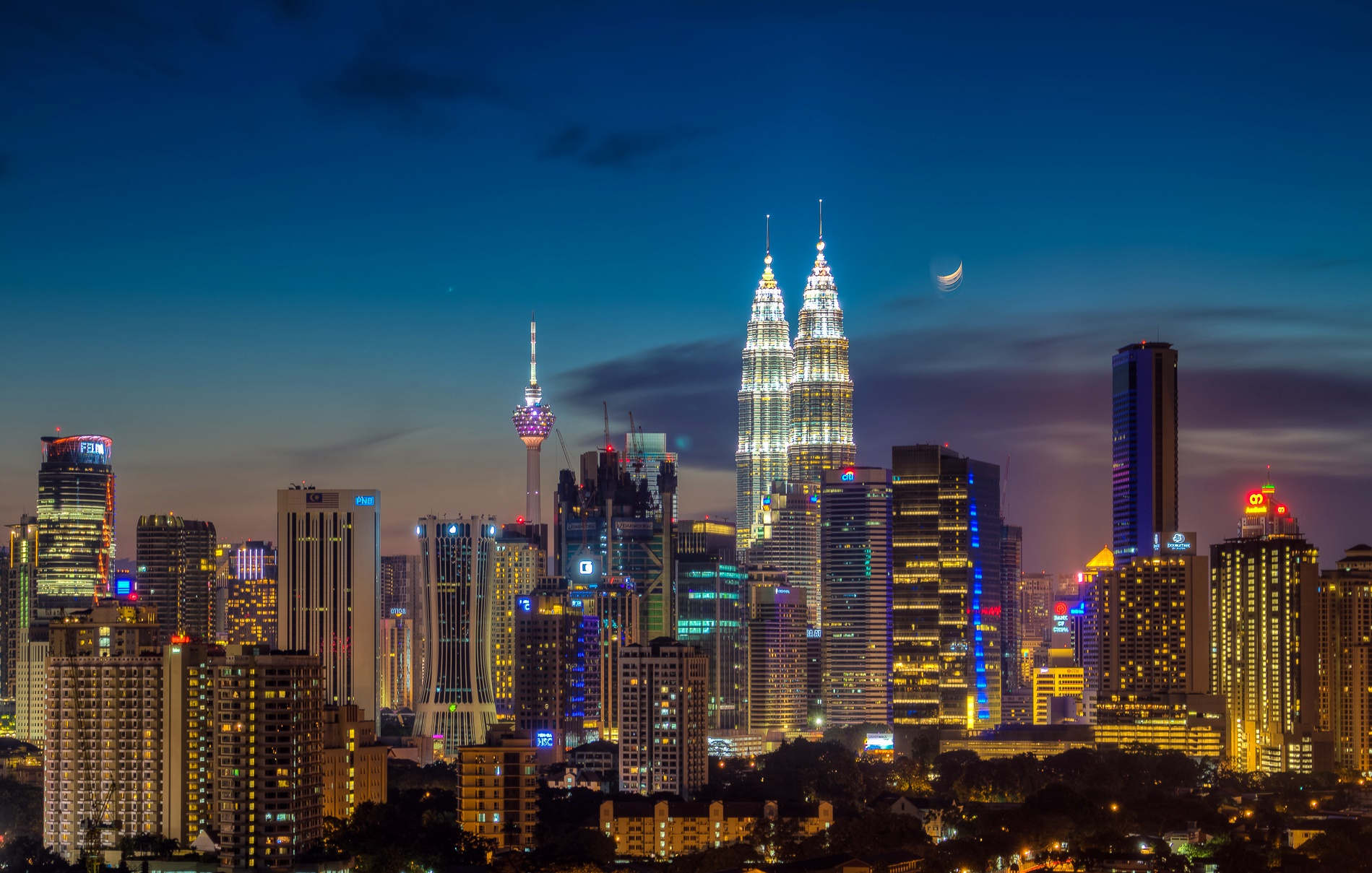
Kuala Lumpur
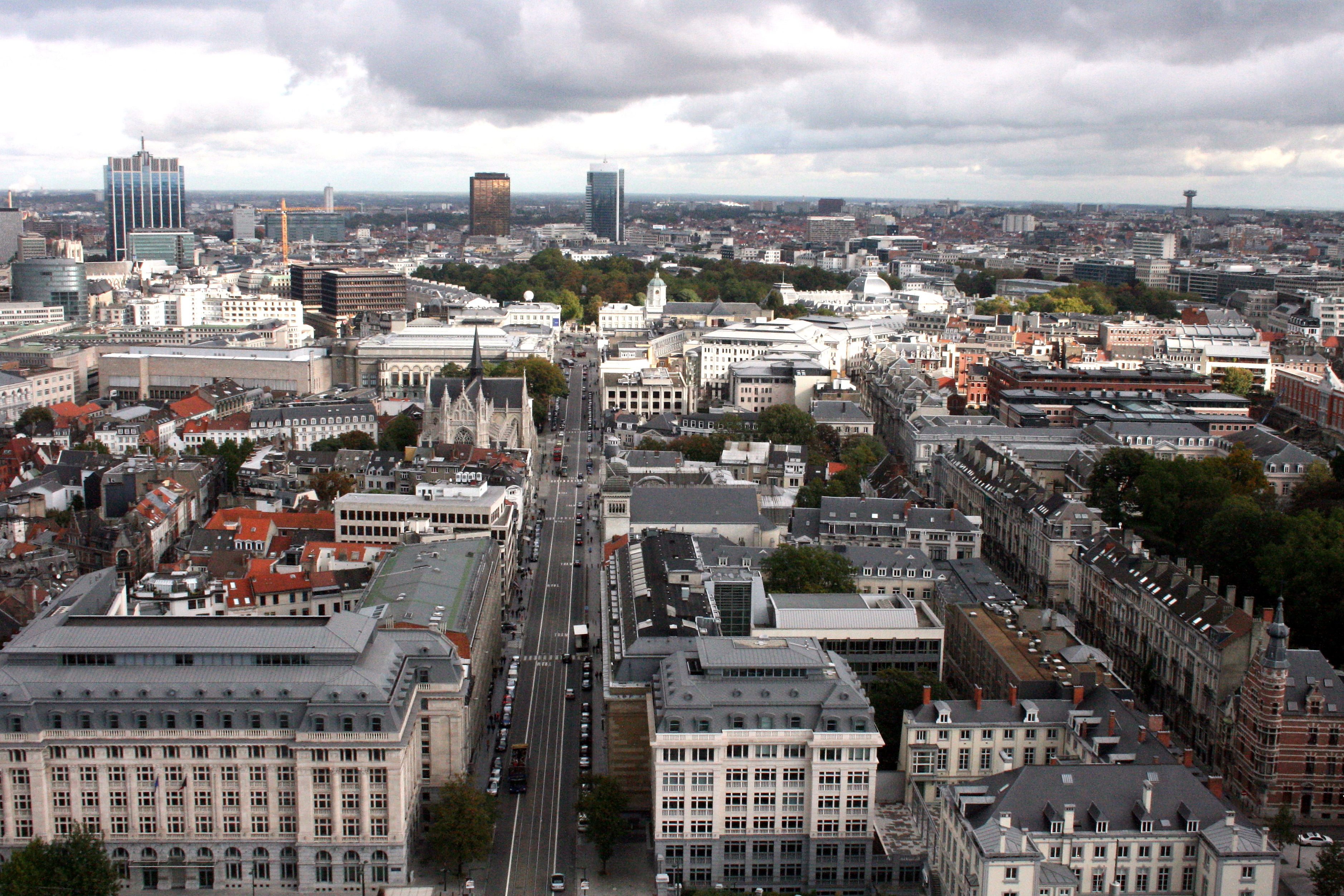
Bruxelas
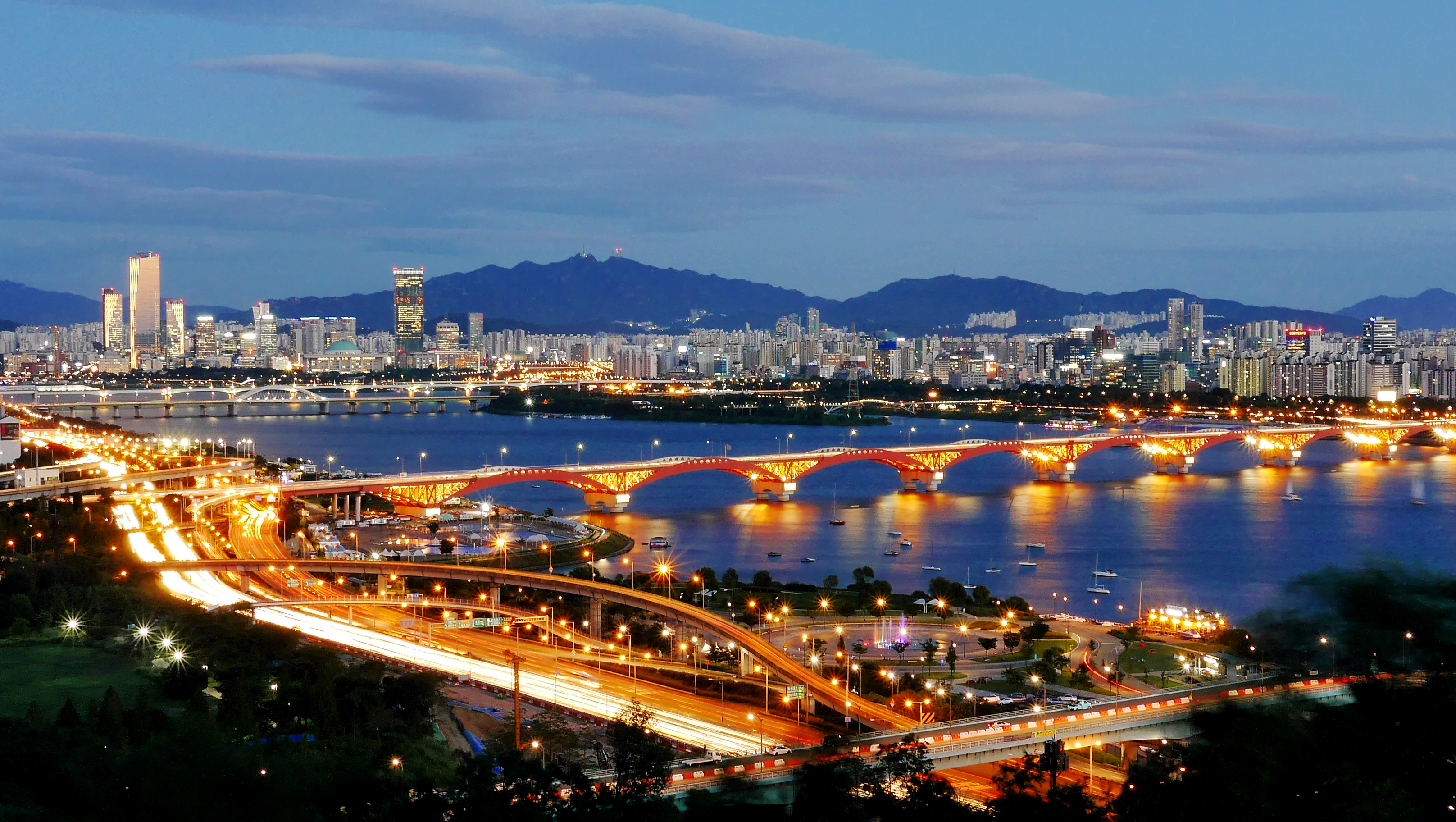
Seul
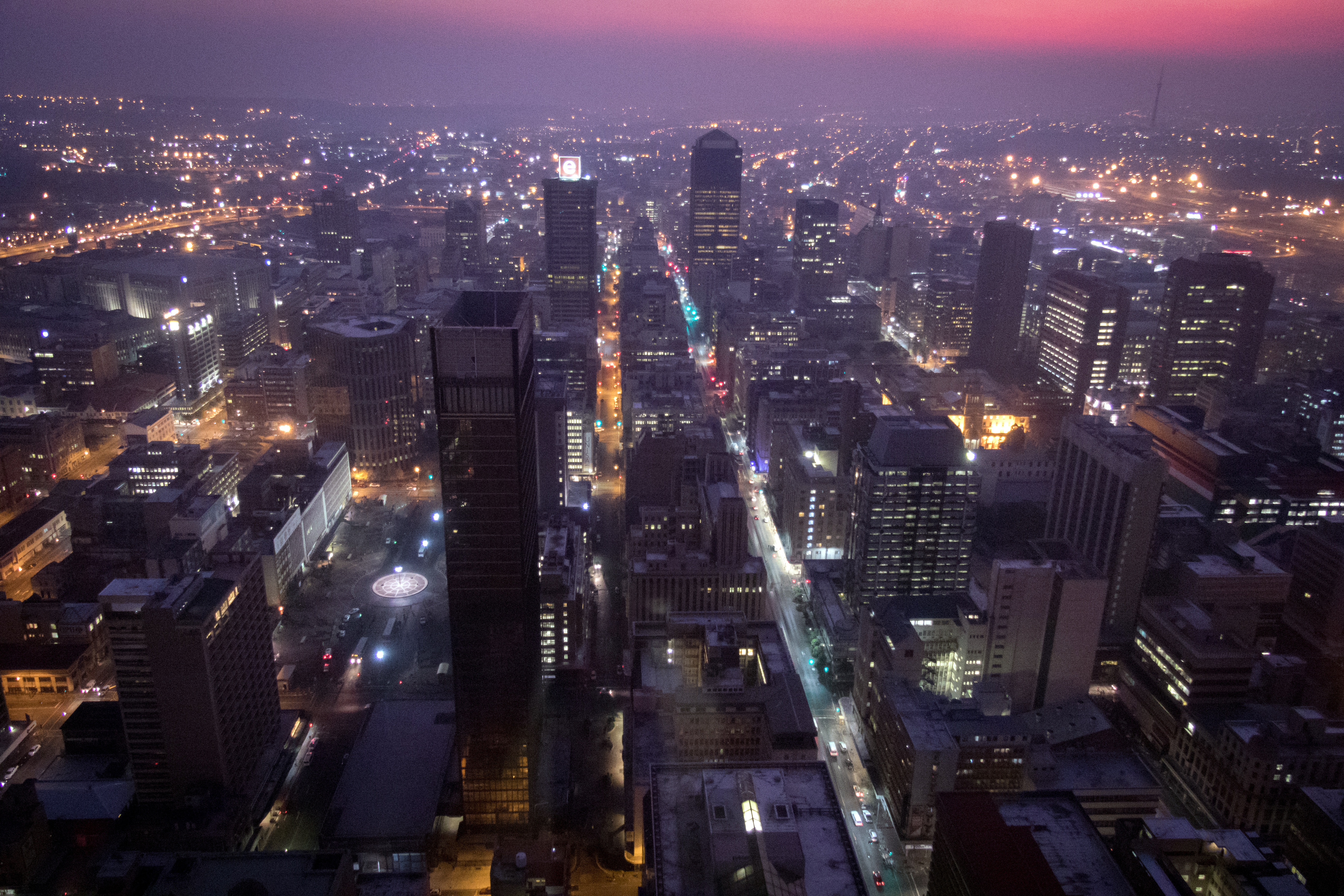
Johannesburgo
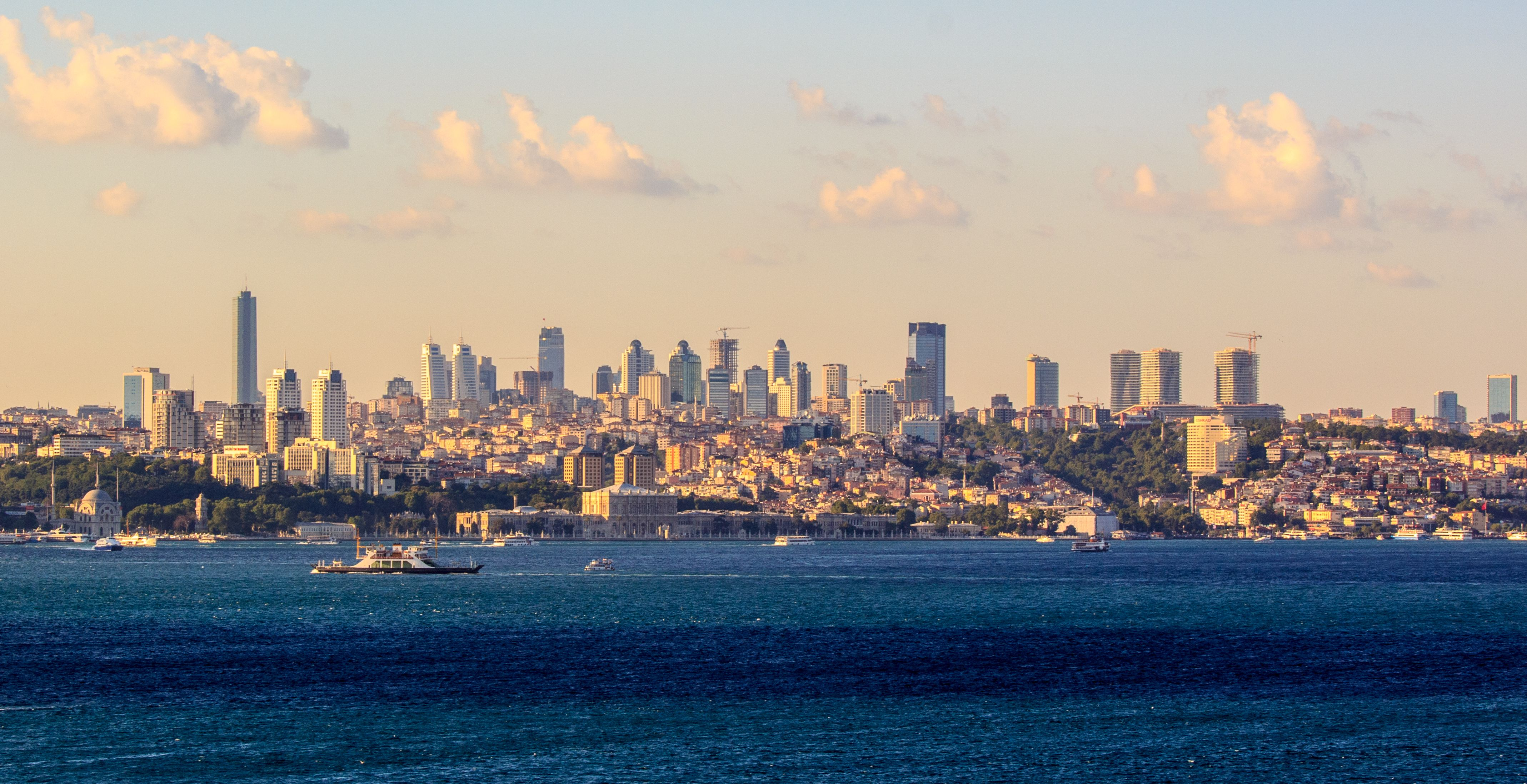
Istambul

Alfa-

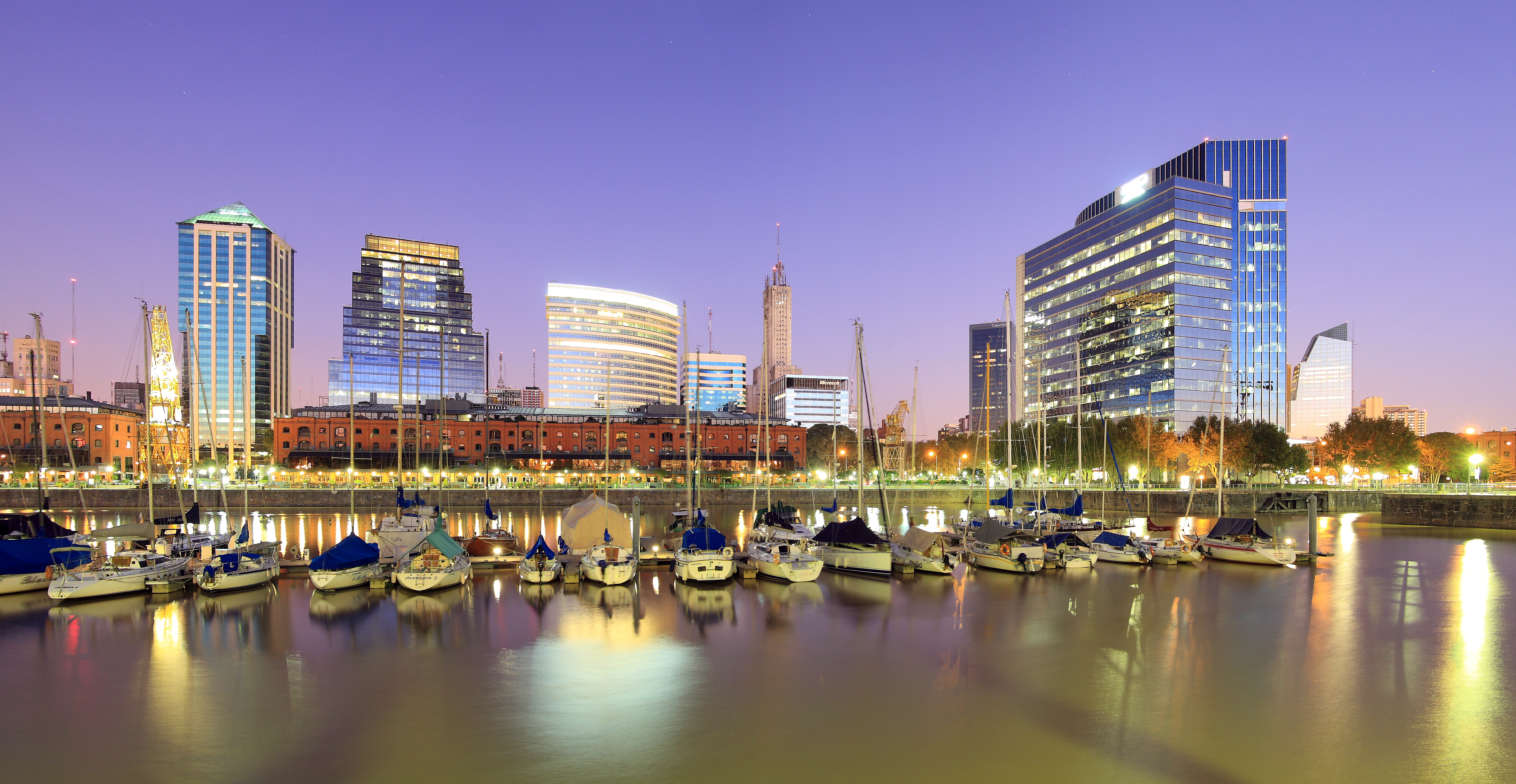
Buenos Aires
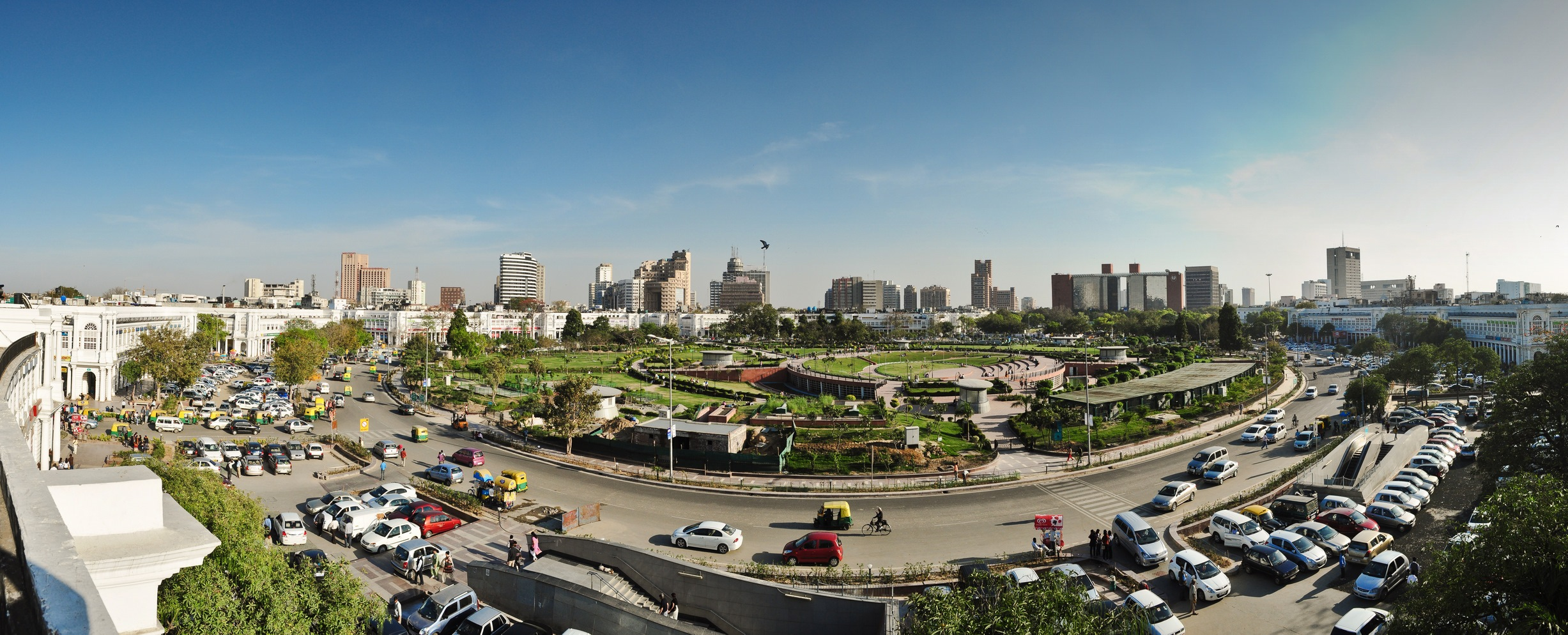
Nova Déli
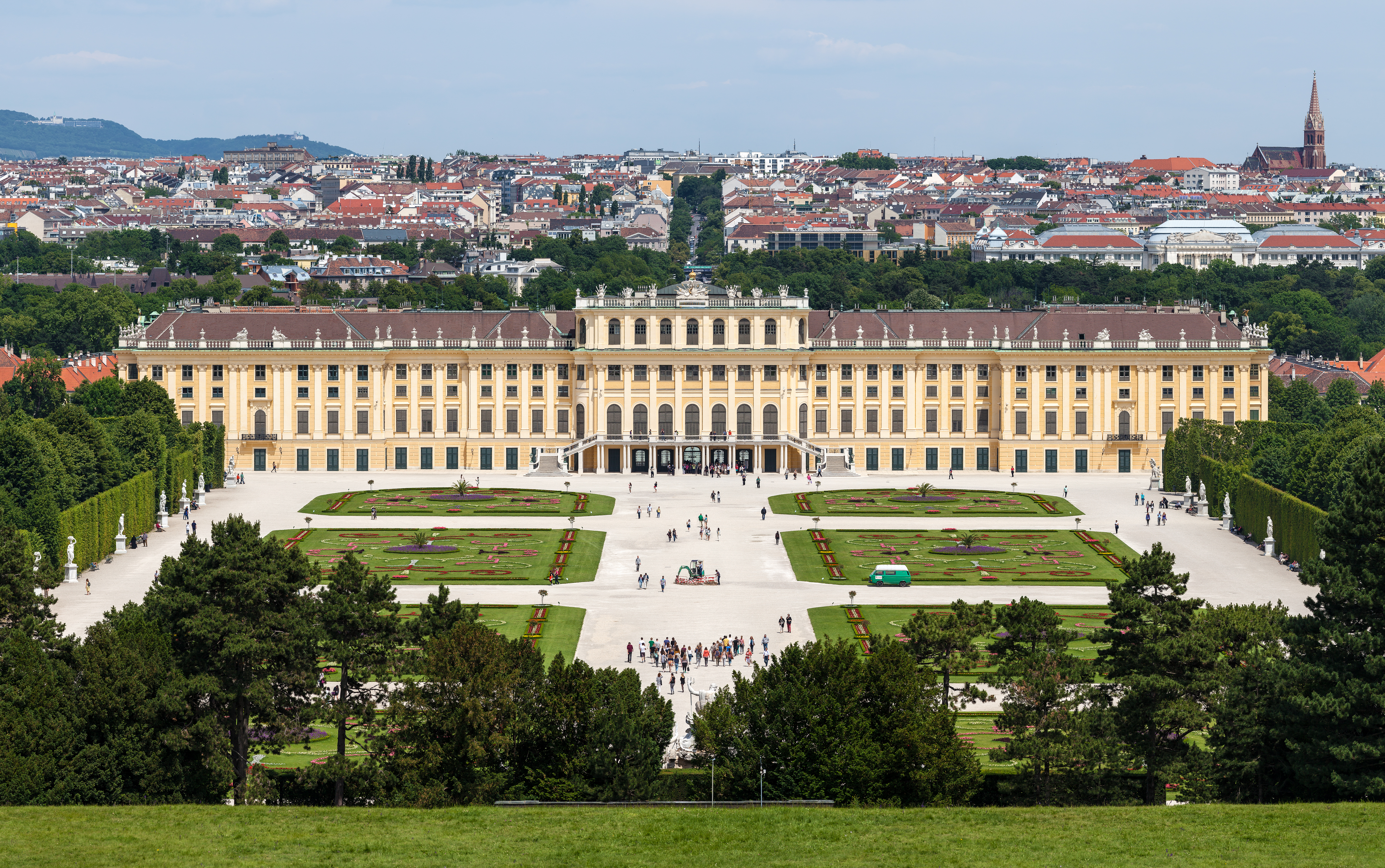
Viena
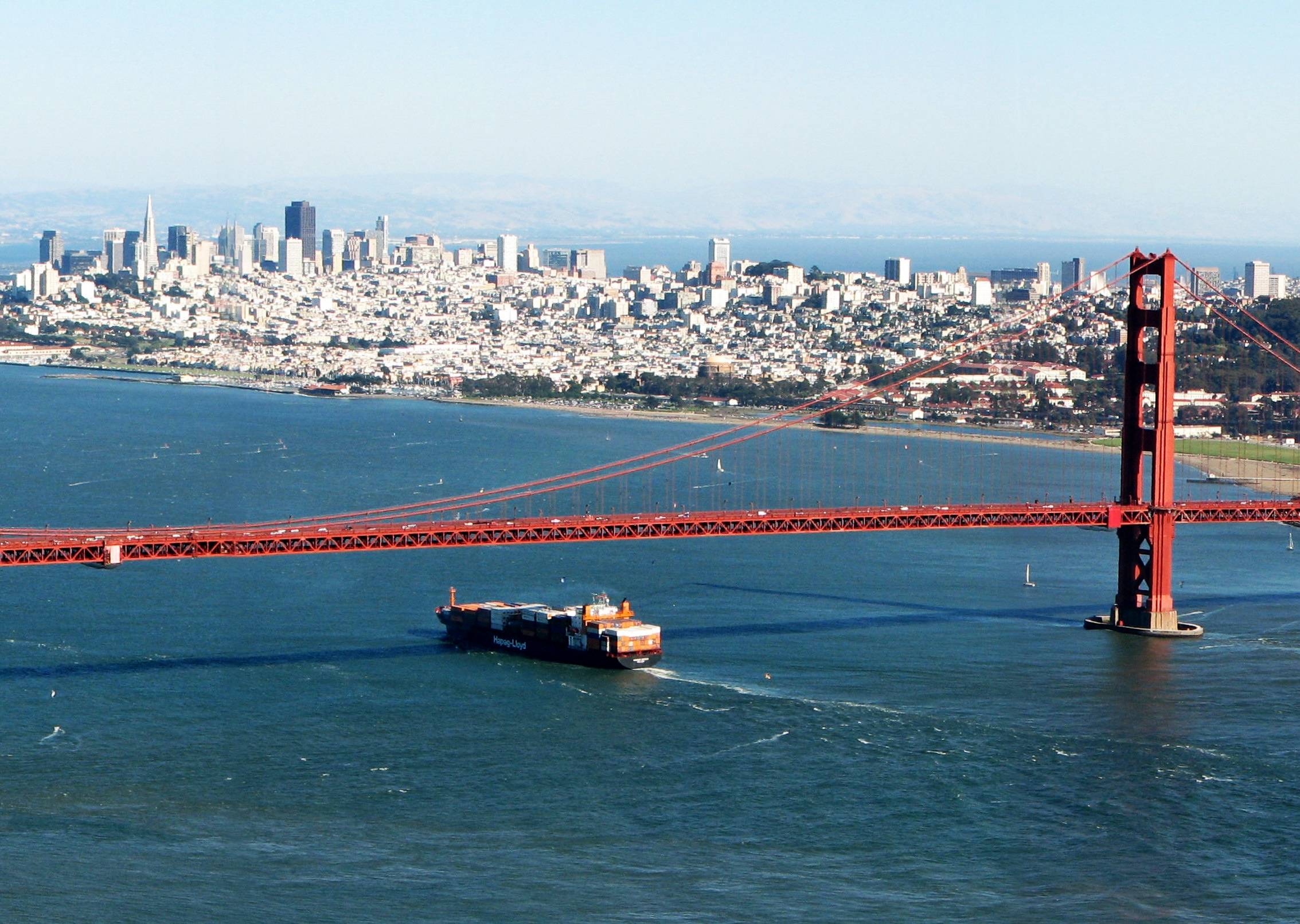
San Francisco
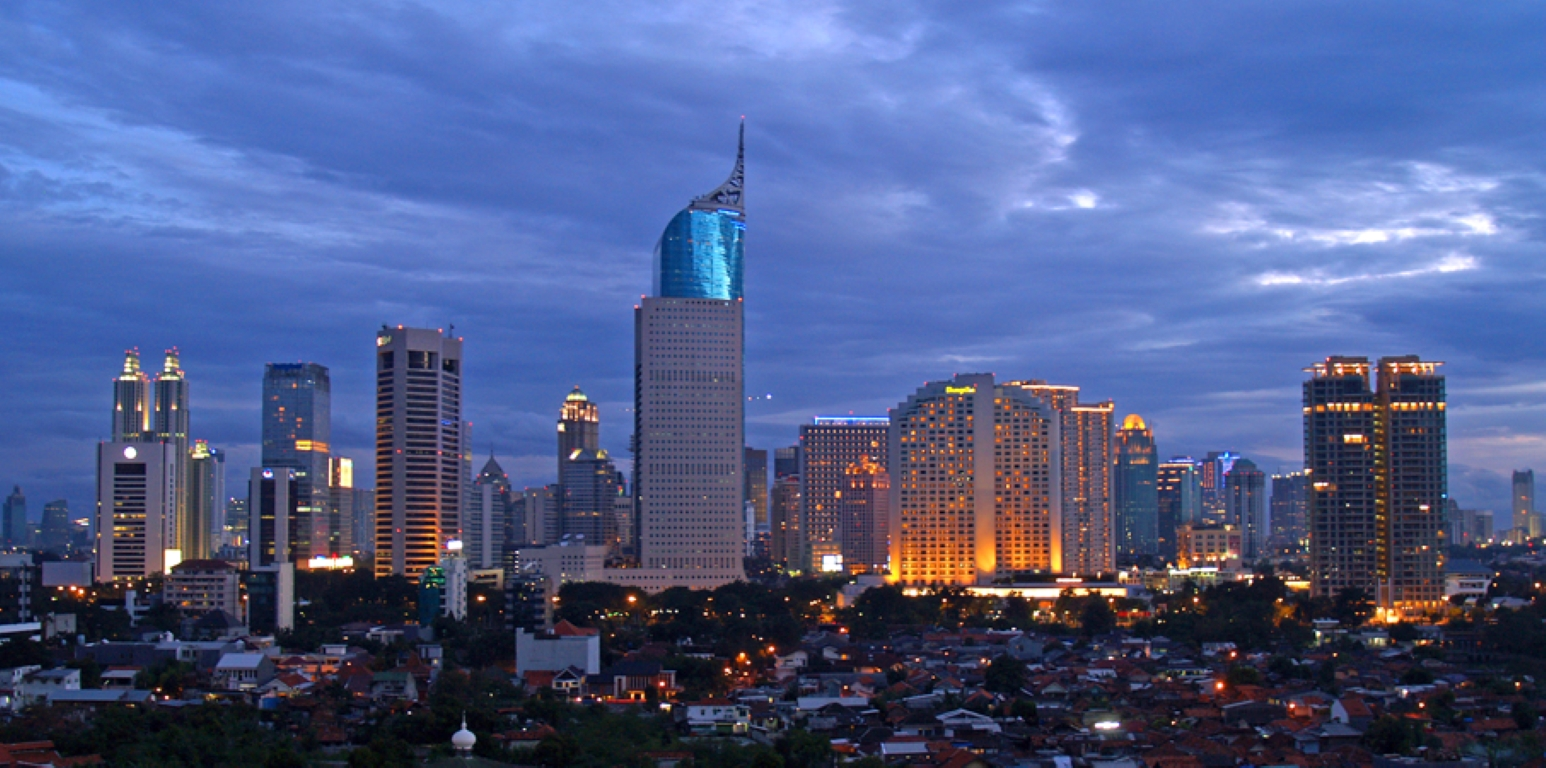
Jacarta
Zurique
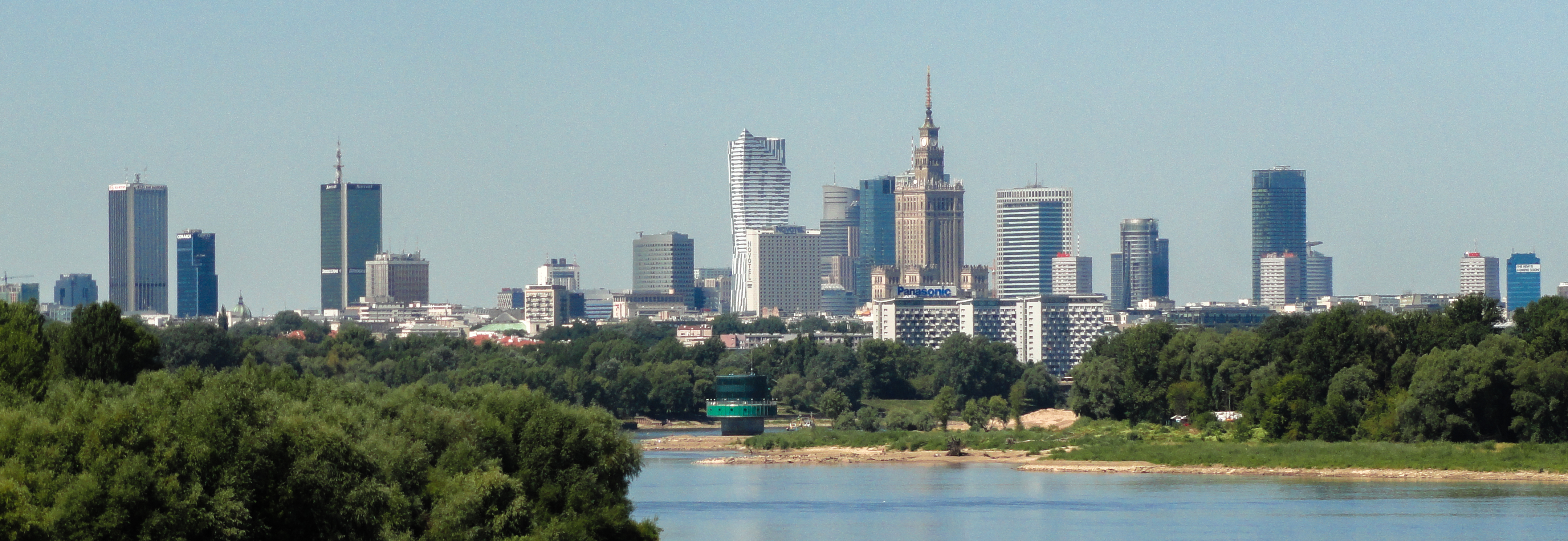
Varsóvia
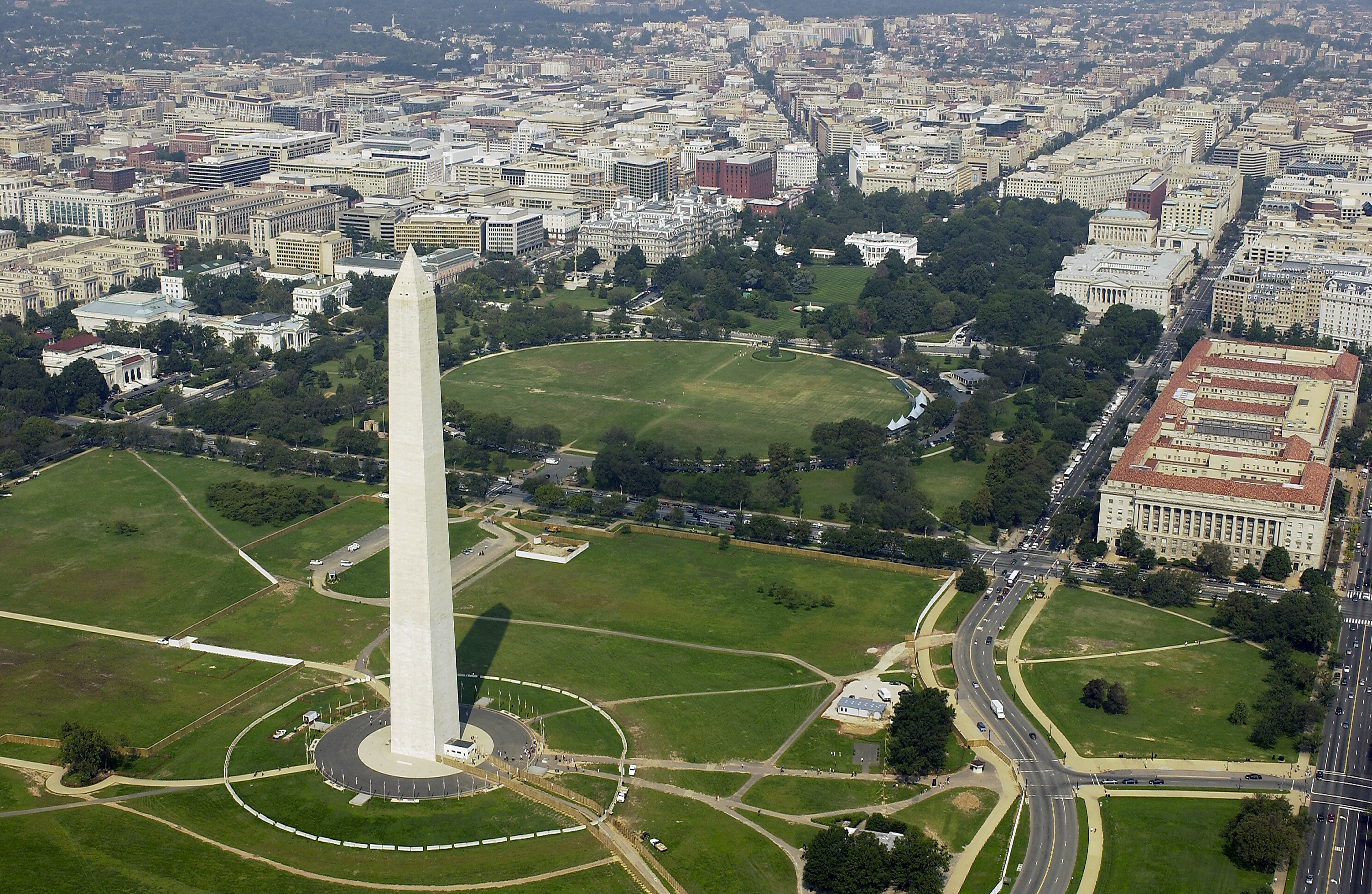
Washington D.C.
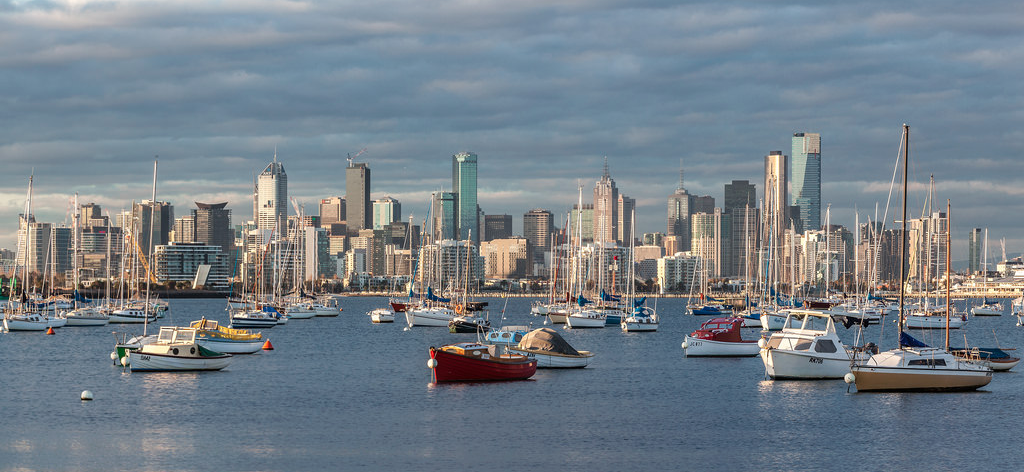
Melbourne
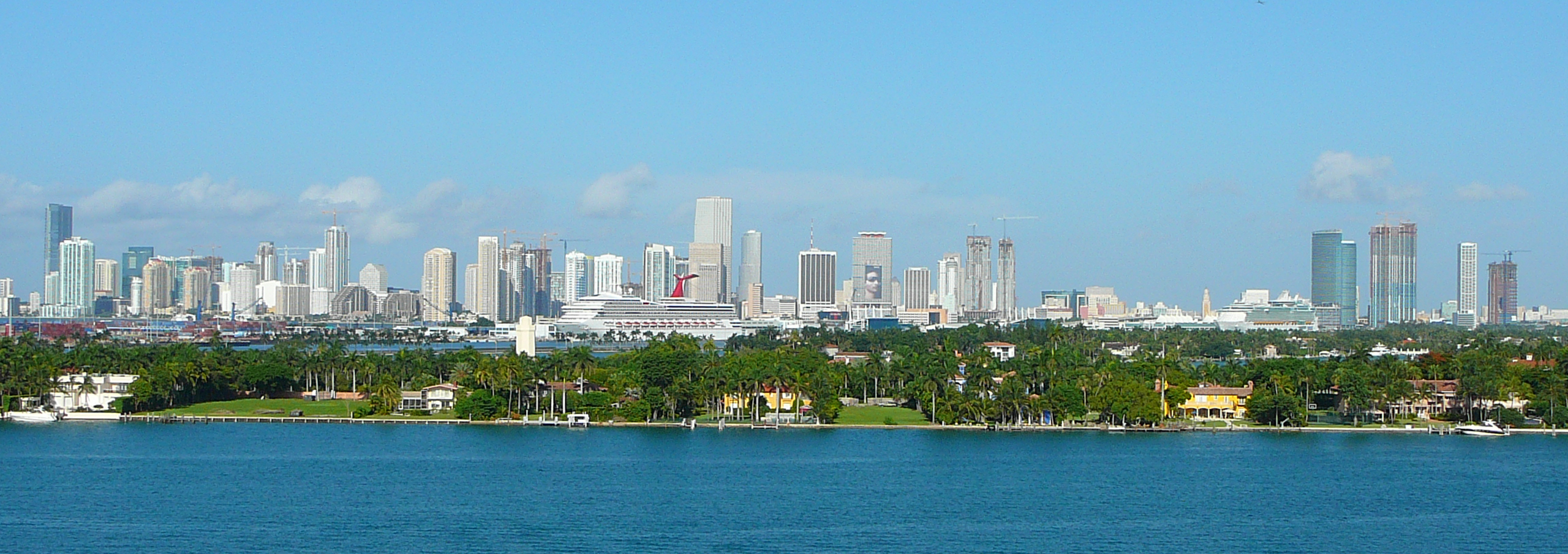
Miami
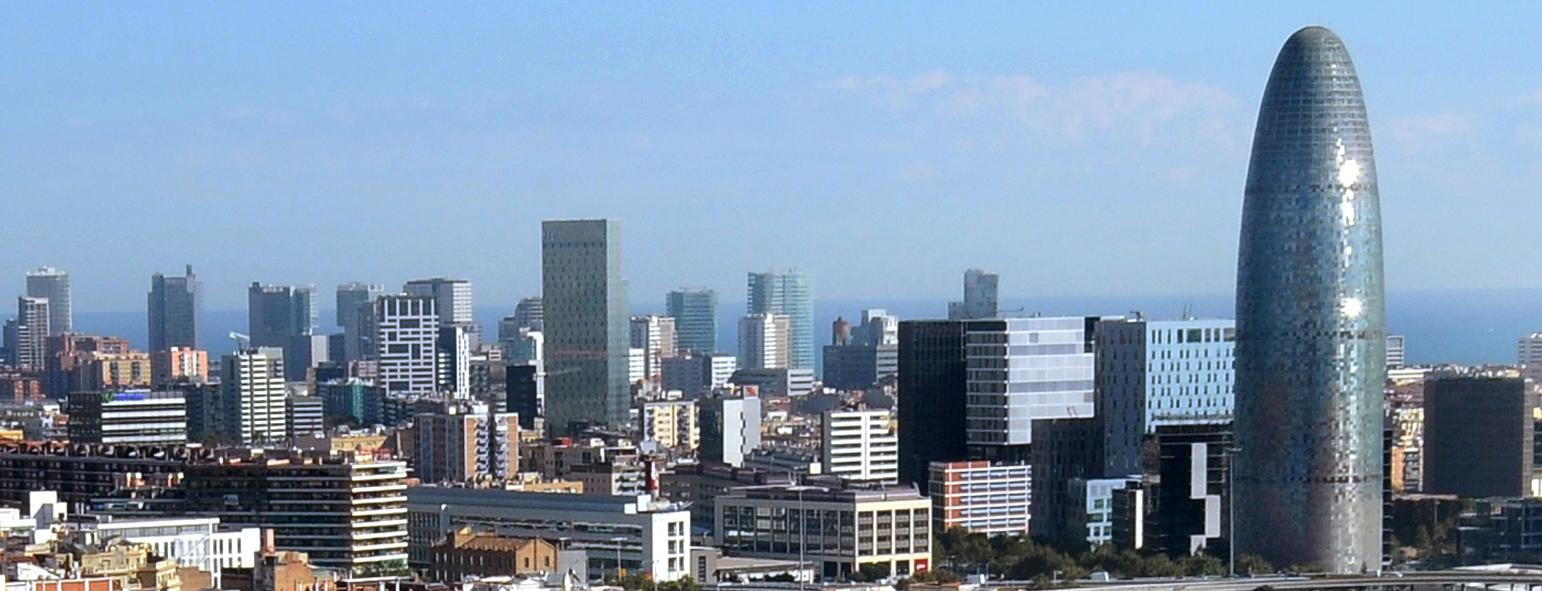
Barcelona
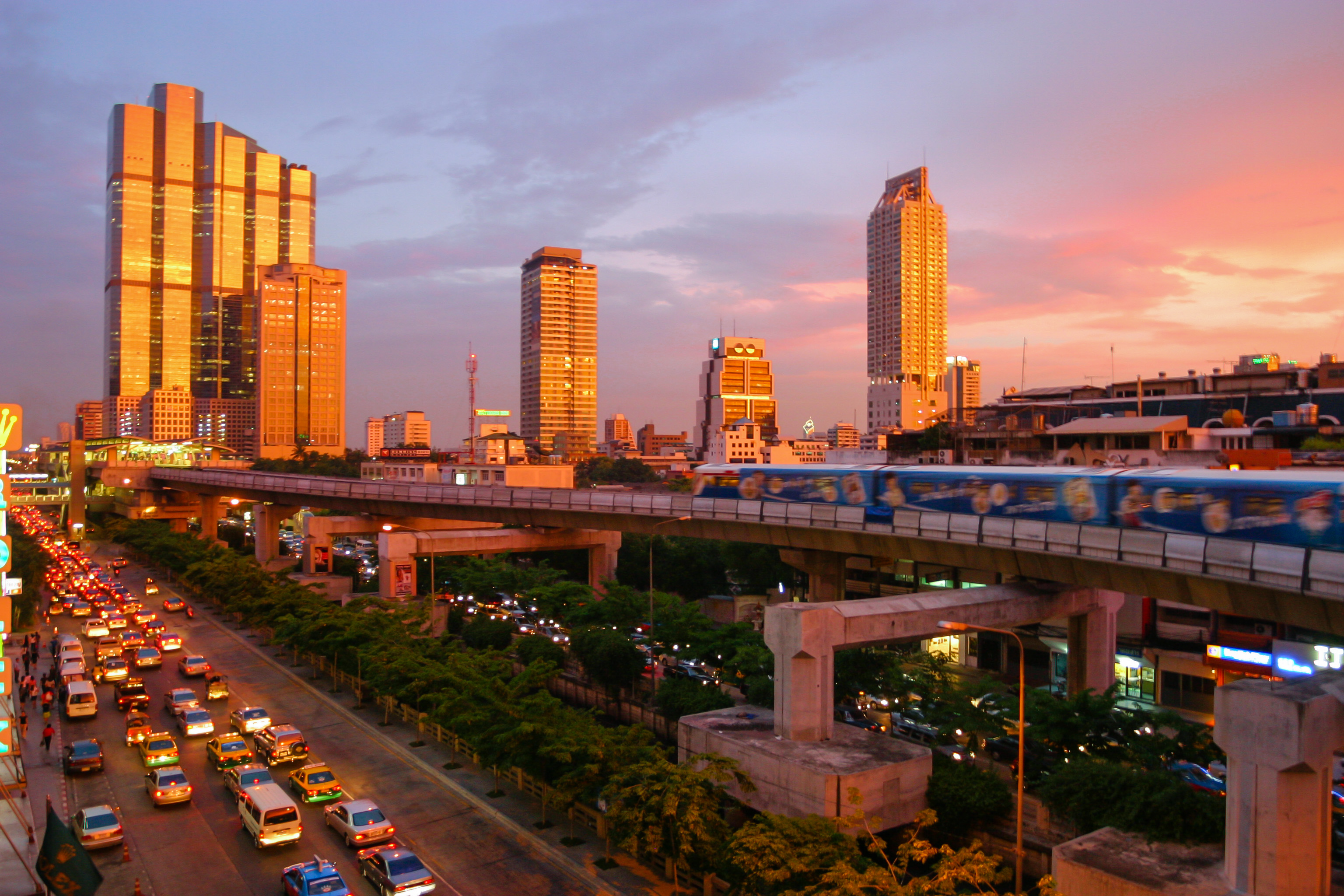
Bangkok
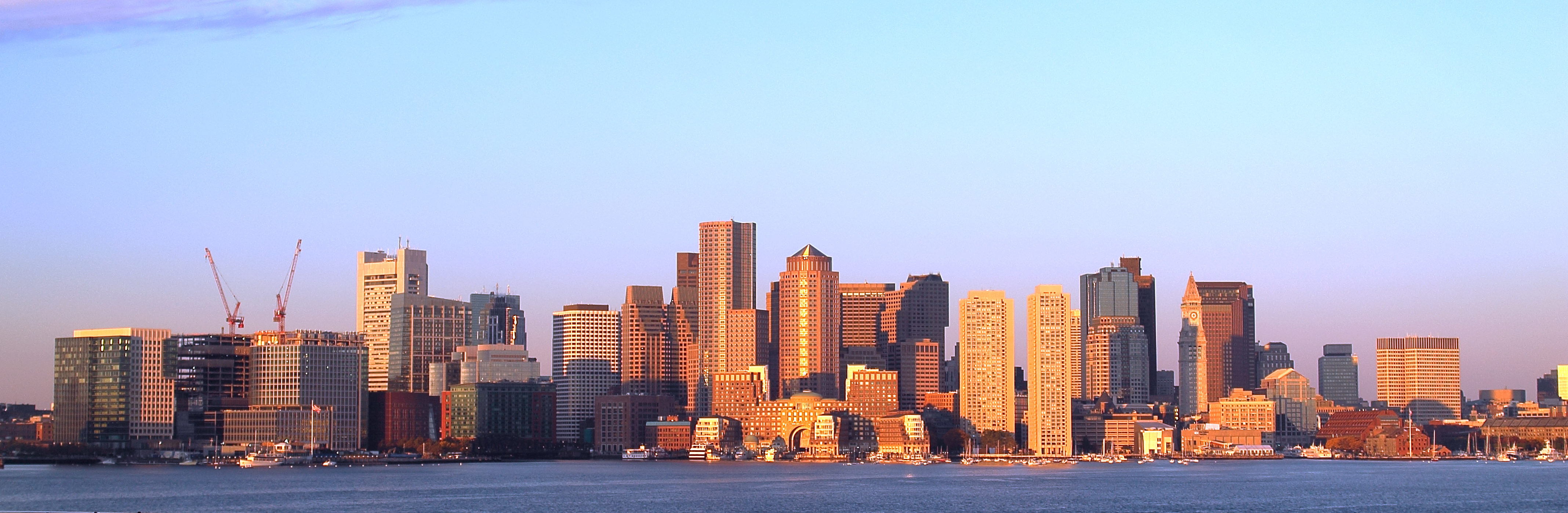
Boston
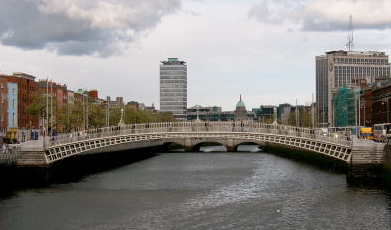
Dublin
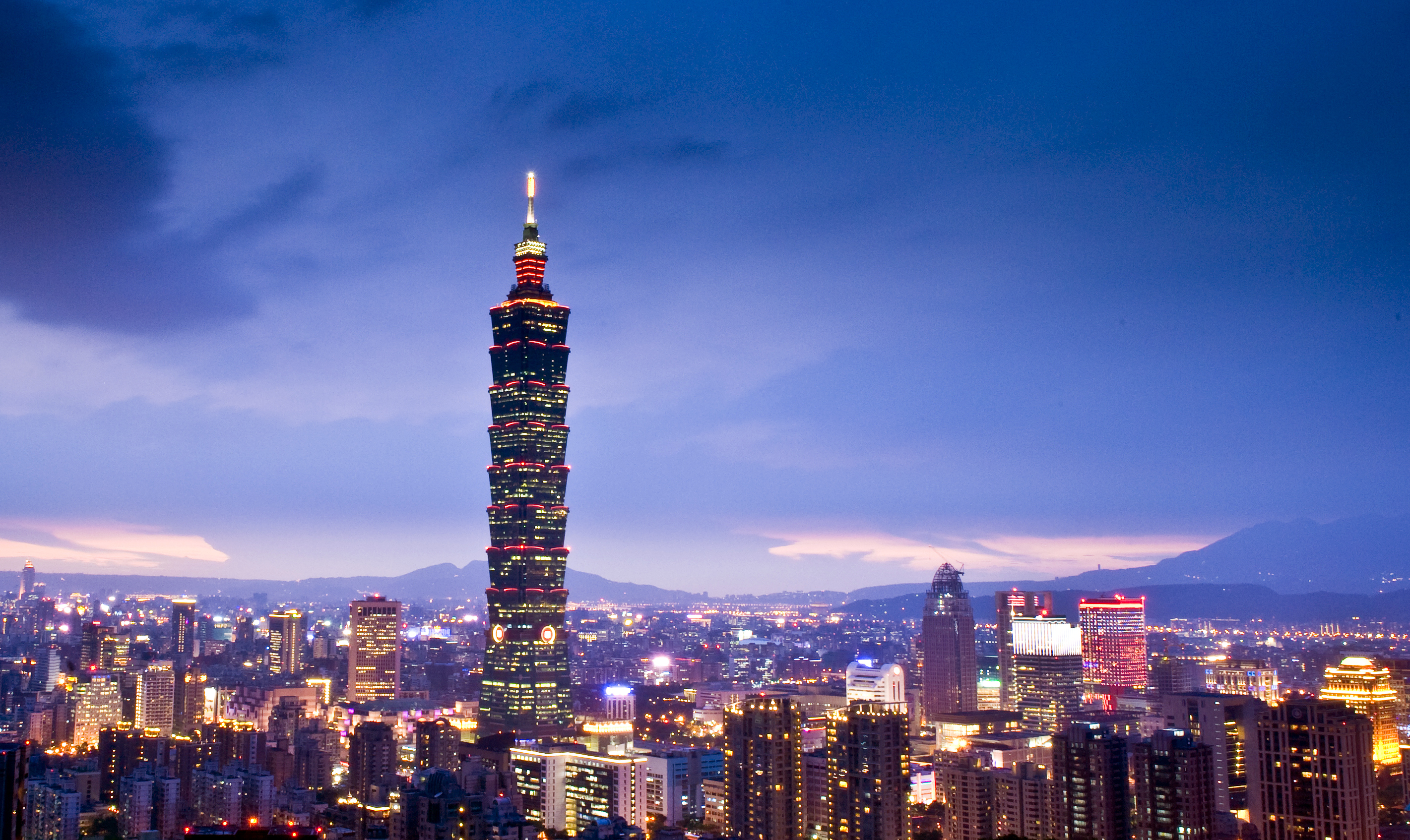
Taipé
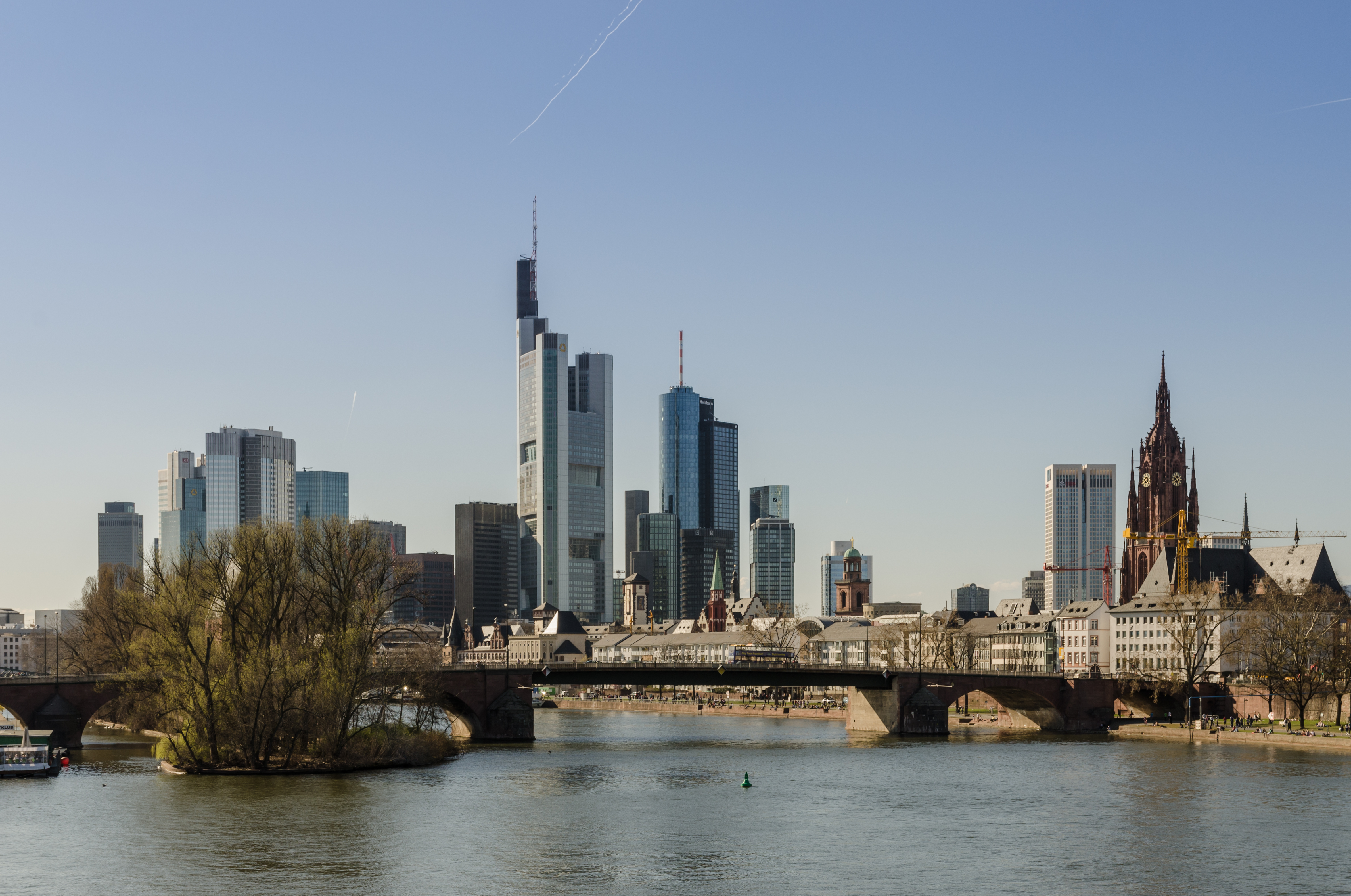
Frankfurt am Main
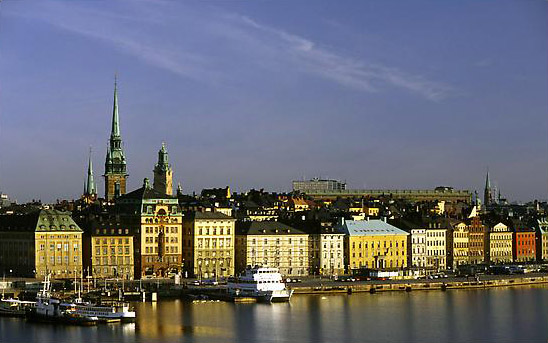
Estocolmo
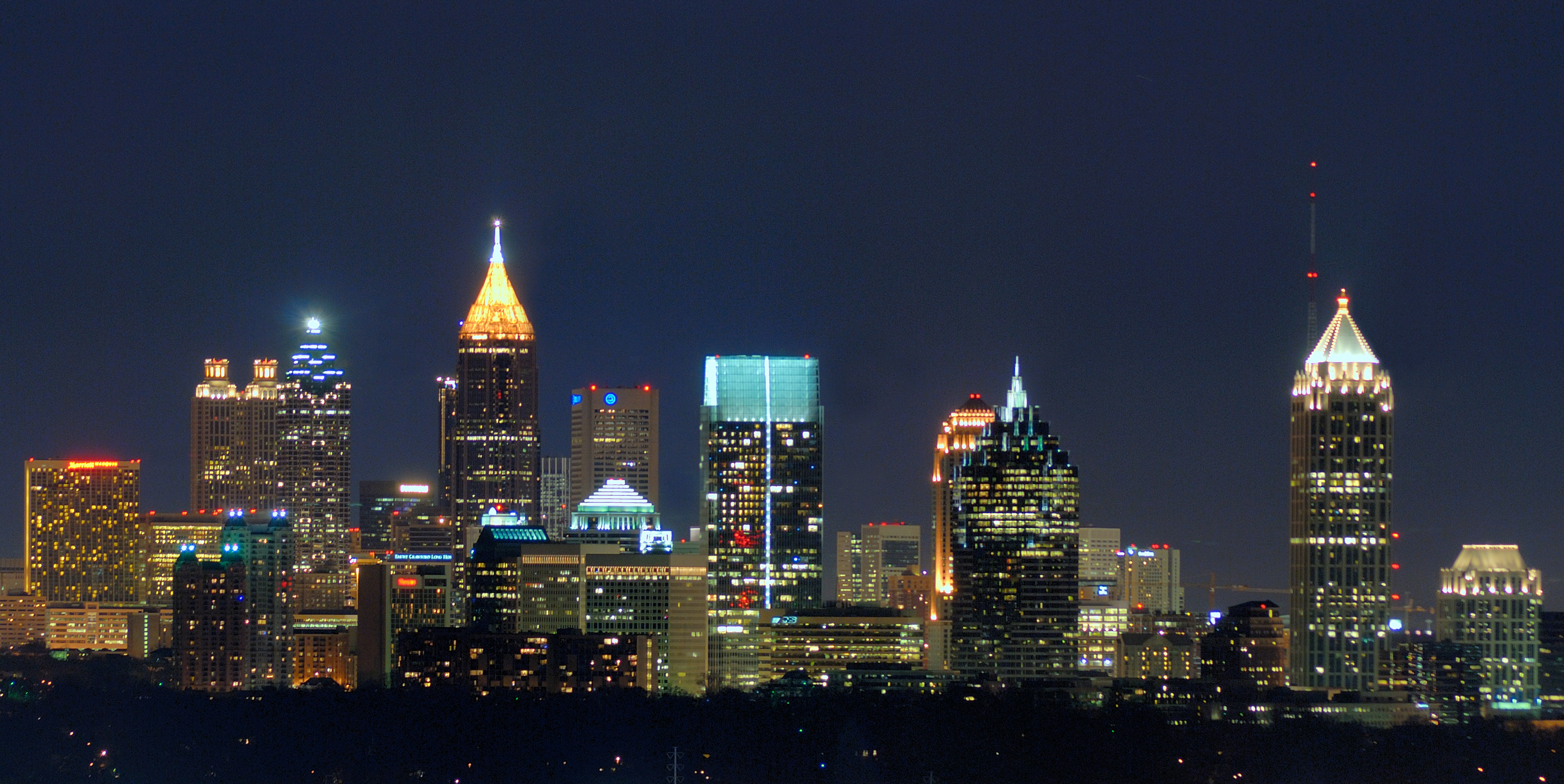
Atlanta
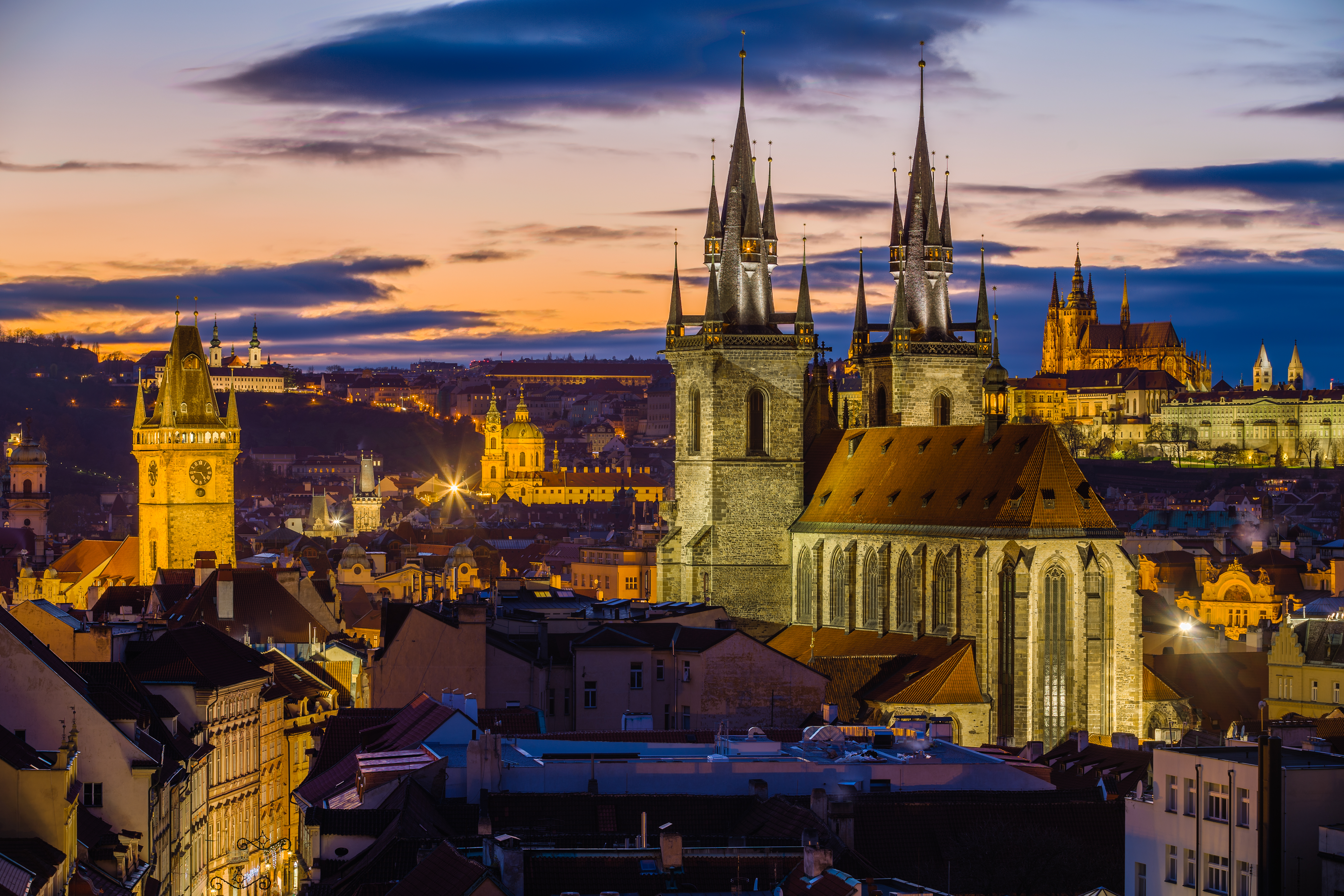
Praga
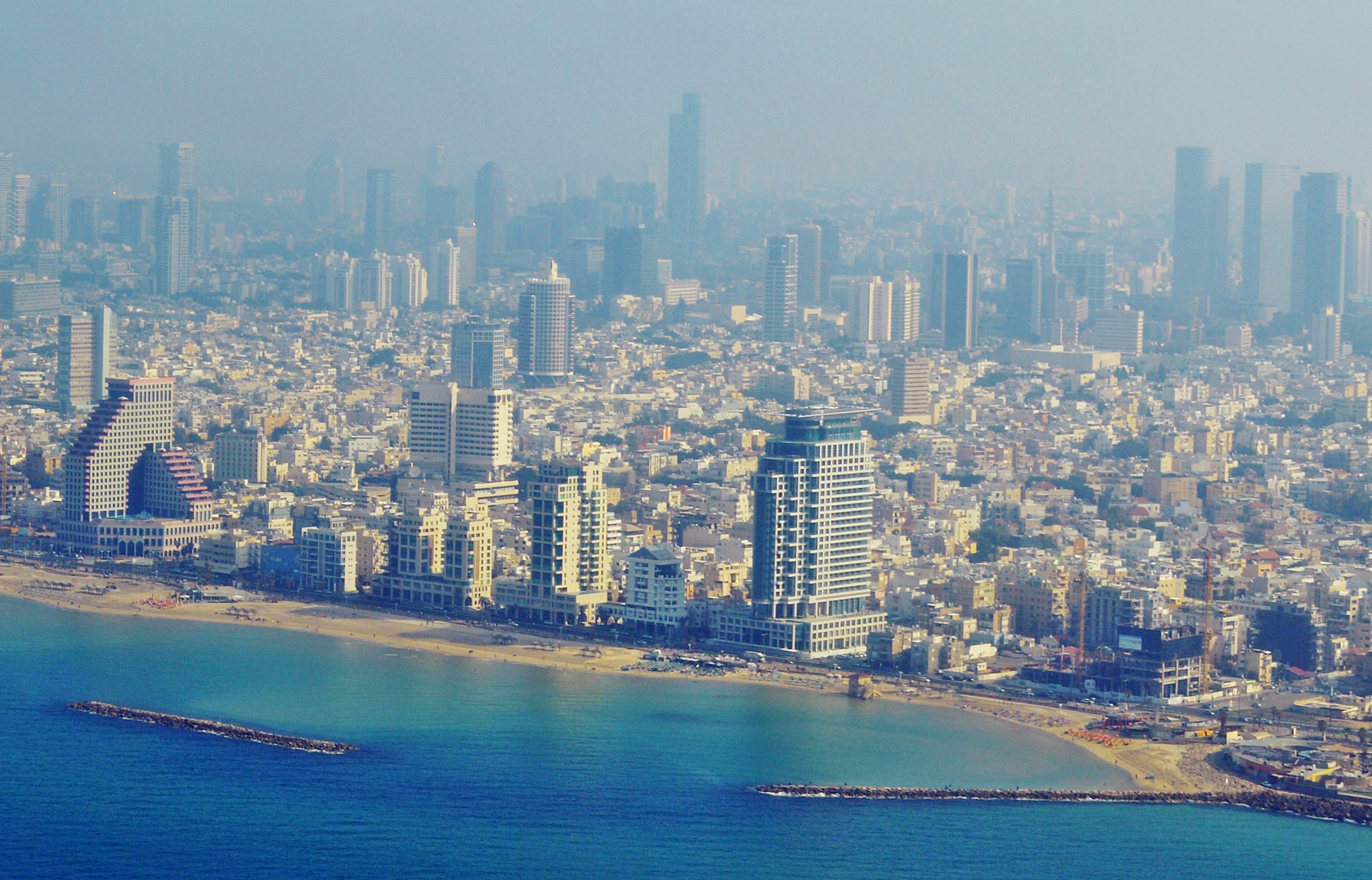
Tel Aviv
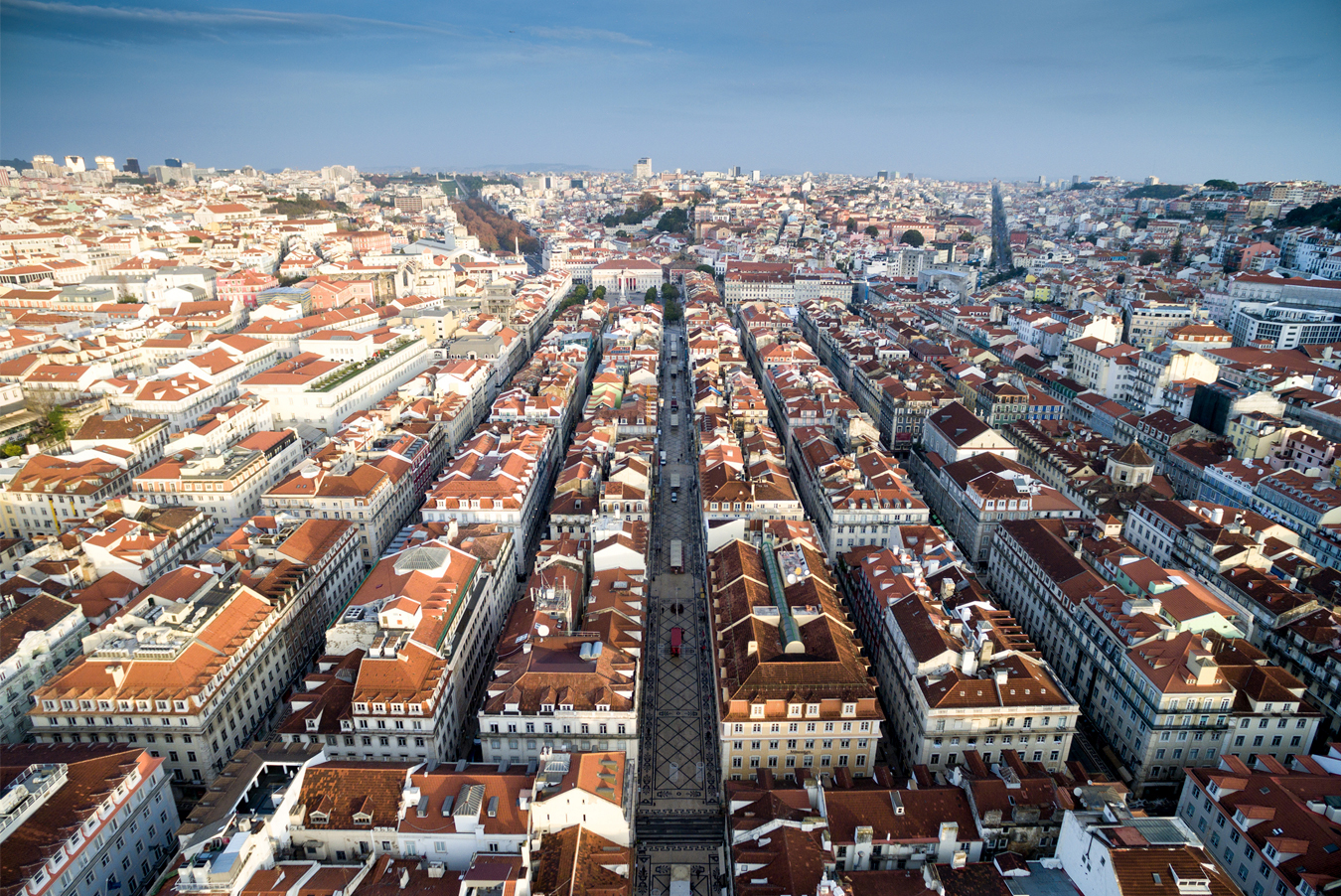
Lisboa

#### Outras categorias
| Categoria | Cidades |
| --------- | --- |
| Beta+     | - Bangalore, Índia - Copenhagen, Dinamarca - Santiago, Chile - Dallas, Estados Unidos - Filadélfia, Estados Unidos - Atenas, Grécia - Munich, Alemanha - Bogotá, Colômbia - Cairo, Egito - Hamburgo, Alemanha - Houston, Estados Unidos - Manila, Filipinas - Montreal, Canadá - Roma, Itália - Vancouver, Canadá |
| Beta      | - Auckland, Nova Zelândia - Beirute, Líbano - Bucareste, Romênia - Budapeste, Hungria - Cidade do Cabo, África do Sul - Caracas, Venezuela - Chennai, Índia - Cantão, China - Cidade de Ho Chi Minh, Vietnã - Carachi, Paquistão - Kiev, Ucrânia - Lima, Peru - Luxemburgo, Luxemburgo - Manchester, Reino Unido - Mineápolis, Estados Unidos - Montevidéu, Uruguai - Oslo, Noruega - Riade, Arábia Saudita - Seattle, Estados Unidos Hamburg, Alemanha |
| Beta−     | - Abu Dhabi, Emirados Árabes Unidos - Birmingham, Reino Unido - Bratislava, Eslováquia - Brisbane, Austrália - Calcutá, Índia - Calgary, Canadá - Casablanca, Marrocos - Cleveland, Estados Unidos - Colônia, Alemanha - Denver, Estados Unidos - Detroit, Estados Unidos - Genebra, Suíça - Cidade da Guatemala, Guatemala - Helsinque, Finlândia - Lagos, Nigéria - Manama, Bahrein - Monterrey, México - Nicósia, Chipre - Osaka, Japão - Cidade do Panamá, Panamá - Perth, Austrália - Port Louis, Maurício - Rio de Janeiro, Brasil - San Diego, Estados Unidos - San Juan (Porto Rico), Porto Rico - Shenzhen, China - Sófia, Bulgária - St. Louis, Estados Unidos - Stuttgart, Alemanha |
| Gama+     | - Adelaide, Austrália - Amã, Jordânia - Antuérpia, Bélgica - Baltimore, Estados Unidos - Belgrado, Sérvia - Bristol, Reino Unido - Charlotte, Estados Unidos - Cincinnati, Estados Unidos - Doha, Qatar - Edimburgo, Reino Unido - Glasgow, Reino Unido - Hanoi, Vietnã - Hyderabad, Índia - Jidá, Arábia Saudita - Cidade do Kuwait, Kuwait - Lahore, Paquistão - Nairóbi, Quênia - Portland, Estados Unidos - Riga, Letônia - San José, Costa Rica - San Jose, Estados Unidos - Tunis, Tunísia - Zagreb, Croácia |
| Gama      | - Almaty, Cazaquistão - Columbus, Estados Unidos - Edmonton, Canadá - Guadalajara, México - Indianápolis, Estados Unidos - Kansas City, Estados Unidos - Leeds, Reino Unido - Lyon, França - Phoenix, Estados Unidos - Pittsburgh, Estados Unidos - Porto, Portugal - Quito, Equador - Roterdã, Países Baixos - San Salvador, El Salvador - São Domingos, Rep. Dominicana - São Petersburgo, Rússia - Tampa, Estados Unidos - Valência, Espanha - Vilnius, Lituânia |
| Gama−     | - Acra, Gana - Austin, Estados Unidos - Belfast, Reino Unido - Belo Horizonte, Brasil - Colombo, Sri Lanca - Durban, África do Sul - George Town, Ilhas Caimã - Gotemburgo, Suécia - Guayaquil, Equador - Islamabade, Paquistão - Liubliana, Eslovênia - Marselha, França - Milwaukee, Estados Unidos - Mascate, Omã - Nagoya, Japão - Orlando, Estados Unidos - Ottawa, Canadá - Pune, Índia - Richmond, Estados Unidos - Southampton, Reino Unido - Taline, Estônia - Tegucigalpa, Honduras - Turim, Itália - Wellington, Nova Zelândia |

### Índice de Cidades Globais

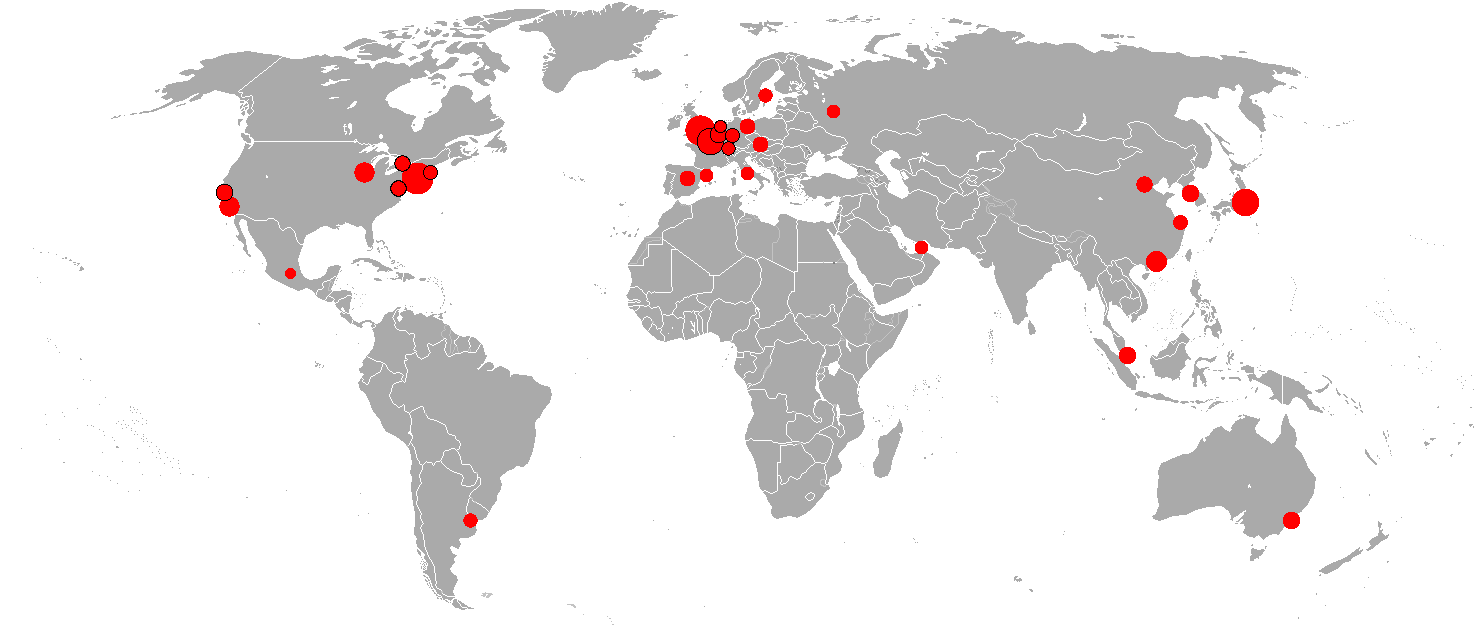
Índice de Cidades Globais

Em 2008, a revista estadunidense Foreign Policy, em conjunto com empresa de consultoria A.T. Kearney e pelo Conselho de Chicago sobre Assuntos Globais, publicou um ranking de cidades globais, com base em entrevistas com Saskia Sassen, Witold Rybczynski e outros.
A publicação observou que "as maiores e mais interconectadas cidades do mundo ajudam a definir as agendas globais, perigos para  transnacionais e servem como hubs de integração global. Elas são os motores de crescimento para seus países e os portais para os recursos de suas regiões."
Em 2010 o índice foi atualizado. As únicas cidades lusófonas e brasileiras a aparecer no ranking foram São Paulo e Rio de Janeiro, nas posições 35ª e 49ª, respectivamente.

## Cidades por categoria
| Posição | População | População da área metropolitana | População estrangeira | Custo de vida para expatriados (mais cara primeiro) | Número de passageiros no sistema de metrô | Extensão da rede de metrô | Número de passageiros anuais no sistema aeroviário | Número de bilionários (US$) | Produto Metropolitano Bruto em PPC |
| ------- | --------- | ------------------------------- | --------------------- | --------------------------------------------------- | ----------------------------------------- | ------------------------- | -------------------------------------------------- | --------------------------- | ---------------------------------- |
| 1       | Xangai    | Tóquio                          | Dubai                 | Luanda                                              | Tóquio                                    | Xangai                    | Londres                                            | Moscou                      | Tóquio                             |
| 2       | Carachi   | Seul                            | Toronto               | Tóquio                                              | Moscou                                    | Londres                   | Nova Iorque                                        | Nova Iorque                 | Nova Iorque                        |
| 3       | Mumbai    | Cidade do México                | Hong Kong             | N'Djamena                                           | Seul                                      | Nova Iorque               | Tóquio                                             | Londres                     | Los Angeles                        |
| 4       | Pequim    | Nova Iorque                     | Miami                 | Moscou                                              | Xangai                                    | Pequim                    | Atlanta                                            | Hong Kong                   | Chicago                            |
| 5       | Moscou    | Mumbai                          | Los Angeles           | Genebra                                             | Pequim                                    | Berlim                    | Paris                                              | Istambul                    | Paris                              |
| 6       | Istambul  | Jacarta                         | Riade                 | Osaka                                               | Nova Iorque                               | Seul                      | Chicago                                            | Mumbai, São Paulo           | Londres                            |
| 7       | São Paulo | São Paulo                       | Sydney                | Zurique                                             | Paris                                     | Tóquio                    | Los Angeles                                        | n/a                         | Osaka                              |
| 8       | Tianjin   | Déli                            | São Francisco         | Singapura                                           | Cidade do México                          | Moscou                    | Pequim                                             | Taipei, Los Angeles, Pequim | Cidade do México                   |
| 9       | Guangzhou | Osaka                           | Melbourne             | Hong Kong                                           | Hong Kong                                 | Madrid                    | Xangai                                             | n/a                         | Filadélfia                         |
| 10      | Shenzhen  | Xangai                          | Londres               | São Paulo                                           | Guangzhou                                 | Guangzhou                 | Dallas                                             | n/a                         | Washington, D.C.                   |